# ロザリオとバンパイアの登場キャラクター
ロザリオとバンパイアの登場キャラクターでは、池田晃久の漫画『ロザリオとバンパイア』と、その派生作品で登場したキャラクターを扱う。主要なキャラクターの名前には色に関連した語が入っていることが多いが、色に関連した名前の有無でレギュラーやゲストを区別しているわけではない。記載されている声優は特記のない限りアニメ・ドラマCD・ゲームで共通している。

## 陽海学園

### 新聞部
学内に存在する数ある部活の中の一つ。主人公である月音を始め主要構成メンバーの所属する部活となっている。活動内容は、学内のあらゆることを取材し、校内新聞を発行すること（人間界に取材に行くことも）。
青野 月音（あおの つくね）
声 - 岸尾だいすけ
本作の主人公。どこにでもいる平凡な少年（人間）。
髪色：黒(通常) / 誕生日：6月22日 / 身長：170cm / 体重：58kg / 血液型：O型 
普通の学力であったにもかかわらず高校受験に失敗してしまい、父が拾ってきた陽海学園のチラシがきっかけで学園に入学する。入学式の日に出会った萌香に一目惚れをし、一度は学園の正体に恐怖し去ろうとするも、萌香と親しくなりたいとの想いから人間であることを隠しつつ学園に留まることを決意する。
学力・体力・容姿と平凡だが真面目で優しく、人や妖に関係なく接することができる。争いより和解を望み、疑うことは基本的にせず、甘さもあるが仲間を守りたいという意志は強く、自己犠牲的な言動も目立つ。普段は受け身だがツッコミもこなし、当初は周りが見えず空回りする事もあったが、次第に落ち着いた面持ちへと変わり心身ともに成長していく。萌香のことは表裏関係なくモカさんと呼び、その想いは一途で、彼女のロザリオを外せる唯一の人物。萌香（裏萌香）・胡夢・紫・みぞれ・瑠妃から好意を寄せられているが、当人は女性に関して奥手。萌香達バンパイア姉妹によると血がものすごく美味しいらしく、正気を失わせるほど。
入学してまもなく公安に正体を疑われ瀕死の重傷を負った際、蘇生のために萌香にバンパイアの血を注入され、一時的にバンパイアと化すことで難を逃れるが、同様の血の注入が続いたことで侵食され始める。そんな中、反学派に狙われるはめになり、遂には殺戮を望むだけの屍鬼（グール）へと堕ちる。しかし完全に堕ちる寸前で御子神に救われ、以降は「魔封じの鍵（ホーリーロック）」で血を封印しながら生活していく。ただし、この鍵は封印が不完全なため命の危機が迫れば封印は一時的に解け、月音次第で意識や理性を保ちつつバンパイアの力を引き出すことができる。しかし強すぎる妖気は鍵に破損をもたらし、意識を呑み込み屍鬼化を招く危険性もある。一連のことで自責する萌香に対し、月音自身は生きているのは萌香のおかげであり、屍鬼化したのも自分のせいだとしている。そして萌香や仲間を守るべく反学派との戦いに身を投じ、無事に学園祭を迎える。
2年に進級してまもなく、休校期間を平和に過ごしすぎたため力を制御できず窃盗団との戦いで暴走。その後、御伽の国と遭遇したことで力不足を痛感し、修行により力をつける。そして萌香の精神世界へと引きずり込まれた際に彼女の過去と真実を知り、また御伽の国へ連れ去られたことで、更なる力を得るため東方不敗の人体改造術を受ける。その際に萌香を経由して得た真祖の血が半ば覚醒し、暴走。漆黒の体と翼を持つ銀髪の姿に豹変するが、胡夢の口付けにより精神が引き戻され人間の姿へと戻る。水面下では徐々に侵食が進んでおり、御伽の国本部での交戦の際に顕在化する。そして瀕死の重傷を負った萌香に血を注入して救うべく、完全に吸血鬼化するために鍵を破壊し、共に真祖と化し、打倒アルカードに貢献する。
その経歴から体は筋肉質になり傷跡も増えていく。通常バンパイア化すると髪は茶色に変化し、バンパイア特有の赤い瞳を持つ精悍な顔つきとなり、高い治癒能力と圧倒的な力を見せる。また、言葉数は少なくなり無意識状態では一切喋らない。萌香を経由してアカーシャとアルカードの二人の真祖の混ざった血液を得ており、妖気はドス黒いともされ、屍鬼化しかけると首筋から頬にかけ赤い幾何学的な紋様が浮かびあがり、真祖の力を発揮する際には体は黒化し銀髪へと変わり、翼も生える。当初はバンパイアの闘争本能に身をまかせ戦っていたが、修行により格闘技や妖力制御や妖気探知なども覚え、妖術を覚えてからは「爆榴陣（ばくりゅうじん）」や「無影刀（むえいとう）」などの妖術も使用する。また、鍵の封印と解放の仕組みも変化し、「第一の封印」「第二の封印」というものが存在する。真祖と化した際には肩部などはアーマーのようなもので覆われ、腕部などには刃状のものが展開される。
物語の最後では、萌香の変化に若干の戸惑いを感じつつも、御子神より次期学園長候補として任命されていたことから、学生生活を送る傍ら、教育係となった一茶に修行をつけてもらう日々を送る。また、髪の色も普段から茶色に変化している。
コンセプトは「どこにでも居そうでどこにも居ない主人公」。当初は萌香の特別さを表すためにヘタレ気味にしているが、次第に成長させカッコよくさせることで、仲間達との出会いや魅力を際立たせる狙いを持たせたとされる。
アニメ版
路線変更に伴いストーリーが大きく異なるため、バンパイア化して戦うことはなく、屍鬼化や魔封じの鍵をつけるまでには至らない。第2期最終回でバンパイア化するが、原作とは対照的なキャラになっている。席順も変わっており、前後や横がメインの女の子達で固められ、萌香と見詰め合うことが非常に多い。また、表と裏の萌香のどちらが好きなのかと悩む場面も存在する。
赤夜 萌香（あかしや モカ）
声 - 水樹奈々
本作のメインヒロイン。サラサラのストレートヘアにモデル体型のスタイル、陽海学園で人気を誇るバンパイアの美少女。
髪色：ピンク / 誕生日：5月8日 / 身長：166cm / 体重：47kg / スリーサイズ：B83(C)・W56・H86 / 血液型：B型 
朱染家四姉妹の三女として生まれるが、後に人間界で暮らし始め、中学校までは人間の学校に通っていた。しかし周囲との違いから孤独感に苛まれ、当初は人間に対し恐怖心を抱いていたが、本心では人も妖も関係なく友達が欲しいと思っており、月音がたとえバンパイアでも好きだと言ってくれたことで、人と妖の壁を越え月音と友達になる。
温和で情が深く、とても優しい性格をしている。涙もろくもあるが芯の強さもあり、文武両道で成績優秀、また料理が得意。月音同様に争いは好まず、自己犠牲的な言動も見られる。孤独を嫌う傾向や自身の存在が受け入れられているか不安に陥ることもあり、胡夢やみぞれには恋敵としてよく思われてないのではと思う一方で、それ以上に大切な存在だと思っている。月音には多大な好意と信頼を寄せており、意外と積極的で、胡夢とは月音を巡って言い合う（じゃれ合う）ことも多い。また、月音は直に血を吸った初めての相手でもあり、出会ったとき以来彼の血を大好物としている。裏の萌香からは2年の秋以降「表（おもて）の」と呼ばれ、基本的にスキだらけの性格とも言われている。
普段は胸の「封印の十字架（ロザリオ）」によりバンパイアとしてのもう一つの人格と力を封印しており、こちらの萌香は「表」として区別されている。ロザリオをはずすことができるのは、将来、萌香の夫となることができる者のみで、ロザリオが外されることで人格は入れ替わりバンパイアとして覚醒するが、単純な力では外せず、外せるのは月音だけである。人格が入れ替わっていても意識は多少あり、記憶もある。また、封印状態とはいえバンパイアの性質は全て消えるわけではなく、血を欲し、弱点である真水によるダメージは受け、それなりに強い力を持っている。ただし普段はトマトジュースで喉の渇きを潤し、優しい性格が力の発揮を阻害している。
なお、こちら（表）の人格はかつて真祖として覚醒した萌香をロザリオで封印する際、その体と封印を守護するために母・アカーシャにより宿された擬似人格であり、記憶を消した状態のアカーシャの分身でもある。ロザリオがこの人格の核であるため、無理にロザリオを外したり破壊すると表の人格が消える危険性がある。これらに関する記憶は封印改竄されているため本人は覚えていなく、それ故に幼い頃は自分が何者なのかに悩み強い孤独感に恐れる日々を過ごしていた。
入学してから何かと目をつけられては月音を争いに巻き込んでしまい、屍鬼化させ殺しかけてしまったことなどに深く心を痛め学園を去ろうともするが、大切な存在の多さに残ることを決意。最後まで月音を信じて庇ったり、月音が退学の危機に瀕した際には一緒に人間界へ行こうとするなど月音を想う気持ちは強く、反学派との戦い終盤では自身の人格破壊の危険を承知でロザリオを強制的に半ば壊し、自身を覚醒させる。また、御伽の国によりアルカード覚醒のトリガーとされ本部に連行・軟禁された際には、身を引き換えにしてでも覚醒を押さえ込もうとする。終盤、隙をつかれアルカードにより心臓を貫かれ、ロザリオも完全に破壊されてしまう。そして意識が薄れ行く中で月音と口付けを交わし、最後は月音の腕に抱かれながら息を引き取る。その後、ロザリオを媒介に表としての記憶も引き継いだ状態でアカーシャが復活し、表として月音にありがとうと告げ、アルカードと共に消滅する。ただ、父・一茶によれば、表は分身であると同時に萌香（＝裏萌香）の中で生じ、そこで育った一部でもあるため、月音が想い続ける限り魂は共にあるはずだと述べている。
萌香というキャラクターの完成が本作が生まれるきっかけであり、「とにかく可愛く! 髪と脚が綺麗な美少女!」をコンセプトとして個人的な好みを出来るだけ除き、誰が見ても美少女と思う最大公約数としての「"普遍的な可愛さ"」を意識してデザインされている。
アニメ版
席が月音の真後ろになり、月音と見詰め合うことが非常に多い。第1期第9話ではロザリオを外すことも壊すこともなく覚醒し、第2期第11話のリリスの話では表と裏に分裂する。また、ロザリオはアニメオリジナルの父により作られ、封印された理由は人間界で安寧に暮らせるようにするためであり、表の人格はそのためのもの。また、大結界を制御する鍵ともなっている。
裏萌香（うらモカ）
声 - 水樹奈々
萌香のバンパイアとしてのもう一つの人格。通称・裏萌香。ただしこちらが"本来"の赤夜萌香であり、その人格でもある。
普段はロザリオにより封印されているが、ロザリオが外されることで表の人格と入れ替わり、凶々しい強大な妖気と共に髪は銀色へ、瞳はバンパイアの赤い瞳へと変わる。身体も少しボリュームアップし、スリーサイズはB89(F)・W58・H87となる。
口調は堅く「身の程を知れ」が口癖。プライドが高く近寄りがたい印象だが、次第に仲間意識を持つようになる。敵には容赦なく冷徹に振舞うが、普段は意外とよく笑い、女の子らしい一面も見せるようになる。頭脳も身体能力も「表」より高く、英語や中国語も喋れるマルチリンガルであるが、唯一料理が苦手。封印されている状態でも時折ロザリオを媒介に表と会話をすることがあり、表からは2年の秋以降「ウラちゃん」と呼ばれている。また、照れたり慌てると「バカめ」と言う。
月音には表と違い冷たく厳しく接することも多いが、次第に好意を抱くようになり、修行と共にデートをしたり赤面する様子を見せるようになる。また、月音の力を借りなければ覚醒して戦うことができず、何度も殺しかけてしまったことなどに心を痛め、危害が及ばぬよう自身から遠ざけようとする傾向がある。当初は月音が屍鬼化した際には容赦なく殺そうとする面も見せていたが、終盤では涙を流し失意に陥るなど月音への想いが強まっていく。
「力の大妖」というバンパイアの異名の如く圧倒的な力を持ち、蹴りを主体とした戦闘スタイルと戦闘技術の高さからもほとんどの敵を一撃で倒し、通常攻撃の一発一発が必殺技レベルに相当する。また、スピードも速くバンパイアだけに治癒能力も高い。
なお、こちらが本来の萌香であり、幼少時は母・アカーシャと離れることなく日々を過ごし、戦闘スタイルや「身の程を〜」の口癖も母親譲りだと見てとれる。また、アカーシャの真祖の血（力）とアルカードとの同調まで受け継いでおり、10歳の誕生日直後、目の前でアカーシャが切断されるのを目の当たりにしたことで激昂し、真祖として覚醒。それによりアルカードまで覚醒してしまったことで、ロザリオにより封印される事態へと陥り、泣く泣く母と別れを遂げる。
そのため作中でロザリオが外れて覚醒している状態でも、実際は人格と一部の妖力が解放されているだけであり、過去の真相に関する記憶も封印や改竄されているため、本人は覚えていない。ロザリオの封印こそが母が残してくれた唯一のものであり、それゆえ「自らの自由と引き換えにしても、この封印を守りたい」と語っている。なお、玉露からは「アカーシャ＝モカ」と呼ばれている。
終盤、自身が仲間達により守られてきたことを実感し、そして月音と共に完全に覚醒して真祖と化し、その強大な力で打倒アルカードに貢献する。真祖と化した際には腕や脚は黒の衣装で覆われ、翼が生える。表の萌香は消えてしまったものの、父・一茶の魂は共にあるはずだという言葉を体言するかのように、その後、髪の先は淡い桜色に染まり始め、性格はやや穏やかに、そして素直に月音に気持ちを表現するようになる。
作者がバンパイアに持っていた"格好いい" "強い" "綺麗"というイメージをそのまま反映したキャラクター。
黒乃 胡夢（くろの くるむ）
声 - 福圓美里
クリーム色のベストと白のルーズソックス、紫のリボンで結んだポニーテールがトレードマークのサキュバスの爆乳美少女。
髪色：水色 / 誕生日：8月2日 / 身長：153cm / 体重：42kg / スリーサイズ：B93(H)・W55・H85 / 血液型：AB型 
入学当初、数の少ない種を絶やさぬためにその美貌で男子学生を魅了し、学園を支配することを目論んでいたが、自身よりも勝ると思った萌香を見て、月音を奪い萌香を陥れることを画策（実際には学内には胡夢のファンも多い）。しかし、裏萌香に返り討ちされそうになった所を月音に身を呈して庇ってもらったことから惚れてしまい、以後、月音を「自分の運命の人」として決め積極的にアタックするようになる。
学内では萌香と並ぶ美少女とされ、小悪魔ぶってはいるが実際はサキュバスの本質からかけ離れた純情な乙女で、月音との恋愛には自分自身の魅力で好きになってもらいたいとの想いから、サキュバスの能力は使わないと固く心に誓っている。成績はかなり悪いが意外と相手を見る目は鋭く、またお菓子作りが得意。自慢の胸でいつも月音にぱふぱふをしたり大胆な行動をとることも多いが、内心は恥ずかしがっているらしい。みぞれとともに月音をめぐって裏モカこそラスボスだと思っており、休校期間に一緒に秘密特訓をしたり、裏萌香の弱点を見つけようと奔走したりもする。「やふ～」や「やっふふ～」が口癖。
直情的で負けず嫌いでもあるため部員達とぶつかることも多いが、友達想いで涙もろく、仲間を引っ張っていくムードメーカー的存在。みぞれをはじめ恋敵である萌香を嫌いになれたらと思いつつも、嫌いになることが出来ず大切な存在だと思っている。作者曰く時に限りない優しさを発揮し話に動きを出してくれるキャラであり、胸が大きいのも母性の延長とのこと。月音が人間だとわかっても迷うことなく助けに向かい、萌香やみぞれが傷心した際なども度々仲間を励まし助けている。
正体を現すと大きな翼と尖った耳、尻尾が現れ、伸縮自在な爪は木を楽々と切断するほど。幻術を得意とし、相手を強制的に自分の虜にする術・魅惑眼（チャーム）を始め、木の根を出現させ相手の動きを封じることもできる。上位のサキュバスと示唆され、修行により幻術でみぞれの氷のクナイを増幅させたり、みぞれとのタッグ技「白黒二重奏（シロクロ・デュエット）」を覚えたり、自身の分身体を作り出すことも可能になる。
サキュバスだけに固有能力は他人の夢（精神）に潜入する力であり、夢の中で男の精気を吸い取り子孫を増やすことも出来るらしい。介入する力は東方不敗からも一目置かれ、閉鎖空間とされた萌香の精神世界のみならず、月音が暴走した際には結界内にさえ潜入し、口付けにより月音の精神を引きずり戻し月音を救う。また、サキュバスの力の源は恋をすることであり、月音の萌香への告白を受け一度は心身共に疲弊することもあったが、口付けの際にずっと側にいると誓う。その後の巻末四コマでは月音の夢にみぞれと潜り子作りしようと企むが、裏萌香に見つかりこらしめられてしまう。
コンセプトは「色気と純情」。普遍的な可愛さを描いた萌香に対し、作者の好みを反映したキャラ。
アニメ版
1年時から月音や萌香と同じクラスになっており、席は月音の右斜め後ろ（萌香の右隣）。
仙童 紫（せんどう ゆかり）
声 - こやまきみこ
おかっぱ頭に先が折れたとんがり帽子、マントがトレードマークの天才魔女っ子。
髪色：黒 / 誕生日：3月3日 / 身長：137cm / 体重：37kg / スリーサイズ：B70(A)・W52・H70 / 血液型：AB型 
魔女は人と妖の境界上の存在であることから、現在では人間からも妖からも半端者として差別を受けることが多く、かつては深い谷の奥の小さな結界の村で人間を敵視しながら暮らしていた。学園に入学してからもクラスメイトからは差別され、テストの成績はトップゆえに妬みから冷遇され、また悪戯を繰り返していたために周囲から孤立した状態となっていた。そんな中、萌香を見かけるうちに好きになり、萌香と共に月音にも襲われていた所を庇われ、かつ孤独から救ってくれたことで二人のことが大好きになる。
飛び級によりわずか11歳で入学してきたが歳相応の性格をしており、萌香や同じ魔女である瑠妃を見かけては抱きついて甘えている。度々自身の幼さを嘆くこともあり、胡夢とは女性的な魅力に関して競うことが多く、実はかなりの毒舌家。基本的に丁寧語で話し、語尾には「ですぅ」と付けるのが口癖。
1年の夏合宿で人間界を訪れた際には、その過去ゆえに人間を恐れ仲違いを起こす様子も見せるが、月音達と出会ったことを受け、種族が違えど歩み寄ることはできると認識するようになる。萌香と月音が結ばれることを望み、そこに混ざるのが夢なため、度々策を講じて騒動を起こす。
知識の豊富さと頭脳の高さはピカイチで、サポート役やいわゆる話の解説役を担うことが多い。オリジナルのマジカルアイテムを開発・調合することにも長けており、これまでに「ほれほれくん」「すくすくドロップ」「以心伝心」などを開発しては騒動を起こしてきた。主に鋼鉄のタロットカードやタライを魔法で操り攻撃手段としていたが、東方不敗の元で修行をした際に召喚術をマスターし、御伽の国本部に潜入し西龍と交戦した際には、芳芳と連携し見事に倒す。前述の修行をはじめ芳芳との信頼関係を徐々に築いていっており、その後の巻末四コマによれば将来的には芳芳のパートナーとして補佐する姿が描かれている。
コンセプトは「コテコテ魔女っ娘」。
アニメ版
第1期第3話から登場。銀影より登場する順番が前になり、萌えチックな呪文を唱えたり、夏合宿で人間界に訪れた際には人間を恐れる描写はなくなり、孤立した原因も異なる。また、2年で月音と同クラスになった際には月音の右隣となる。
白雪 みぞれ（しらゆき みぞれ）
声 - 釘宮理恵
肩の露出したパーカー調の服に、縞模様のニーソックスがトレードマークの雪女の美少女。
髪色：薄い紫 / 誕生日：12月7日 / 身長：156cm / 体重：45kg / スリーサイズ：B83(C)・W56・H85 / 血液型：O型 
幼い頃、雪女の里から人間の街を覗きに行くうちに一人の男の子と知り合うが、正体を告げるなり拒絶されたことから孤独感を覚えることが多くなる。入学当初も好きだった教師に襲われそうになり、正当防衛をしたところ逆恨みにより停学処分にされ、不登校に陥ってしまう。しかしその間に届けられていた陽海新聞は愛読しており、弱い者の視点から書かれている月音の記事に共感するうちに、次第に好意を抱く。2学期が始まると登校して来るようになるも、月音を巡って萌香達と、そして再びその教師との問題が発生。しかし月音により事件は解決し、それを機に心を改めるかのように髪を切る。
基本的に無表情で馴れ合いを好まないクールな性格。マイペースかつ少々ヤンデレのような面もあり、影から密かに見守っている事（ストーキング）も多いが、月音には赤面する様子を見せたり、子作りしようなどと大胆に迫ることもある。ハーレムには寛容ではあるが、あまりに手を出すと氷漬けにすると釘を刺している。成績は胡夢と同様に悪いものの、その冷静さから感情に走りがちな胡夢を制す場面が度々見られる。
1年時は入部しておらず正式な部員ではなかったが、月音の頼みもあって部の手伝いをしていたり、共に戦ったことなどからも次第に部員達とも打ち解け、2年進級時にけじめとして入部する。特に胡夢とは休校期間に秘密特訓の修行をしたことで仲を深め、雪女の里で人質として御伽の国に差し出され、酷く傷心した際も胡夢により慰められ、互いに絆を深めていく。また、仲間達に助けてもらったことからも、大切なものや守るべき居場所の存在を実感する。萌香に対しても友情が芽生えており、御伽の国との戦いでは、胡夢と共に命がけで萌香を助けようとする。そして雪女の性質や里の掟をうけ、雪女の里で月音に迫り全てを見せて以来、どこまでも月音についていくと心に決める。
正体を現すと手が巨大な氷の爪へと変化し、その爪で触れた物を一瞬で凍らせることができる。地中や空気中の水分を凍らせて作った刃で攻撃することもあり、本人そっくりの氷人形を作り操ることもできる。また、里の中で最も強い妖力を秘めた存在であるらしい。胡夢との修行では、タッグ技「白黒二重奏（シロクロ・デュエット）」と共に、無数の氷のクナイを放つ技「零理・流雹弾（れいり・りゅうひょうだん）」を体得する。いつも体を冷やすための手作り保冷用キャンディを咥えているが、今ではそれは仲間と過ごした時間の象徴と言っている。
和風とパンクを組み合わせ、不良っぽくキャンディーをくわえさせ、というようにビジュアルから作り上げられたキャラ。当初は1回きりのゲストキャラの予定だったが、作り込む内に自然とレギュラー化したという。
アニメ版
第1期第7話から登場。1学期途中からの登場となり、魔女の丘や公安の話にも絡む。また、不登校の元凶となった教師との関わりがなくなったため、彼に纏わる話もなくなる。
橙条 瑠妃（とうじょう るび）
声 - 千葉紗子 / 伊藤静 （VOMIC）
両サイドを軽く結った長い黒髪と短い眉、ゴシック調の衣服がトレードマークのゴスロリ魔女。
髪色：黒 / 誕生日・星座：不明 / 自称17歳 / 身長：165cm / 体重：47kg / スリーサイズ：B89(F)・W57・H87 / 血液型：AB型 
幼い頃、人間の街で遭った交通事故で両親を亡くし、お館様に引き取られて以来、人間やその文明を恨むことしかできなくなっていた。しかし月音達と出会ったことで、かつての「人も妖も分かり合えたら」という両親との想いを取り戻し、お館様の計画に疑問を抱き反発するようになる。裏切られたと思ったお館様により一度は吸収され共に死にかけるも、最後の最後で瑠妃の想いに気付いたお館様の力により、一命は取り留める。しばらくの療養生活の後、恩を返すために月音が屍鬼に堕ちた際、御子神と共に月音を救うために現れ、それ以来、御子神の下で学園のために働き、仕事の一環として共に過ごすようになる。
大人びた外見で落ち着いた雰囲気だが、どこか幼く天然な面もあり、密かに月音に想いを寄せている。学園のさまざまなバイトをこなしている。また、かなりマゾであり、月音との修行の際には如何なく発揮したり、たびたび迫ることもある。第二部の序盤には強盗団逮捕のご褒美として新聞部の顧問補佐に就任することも許可される。学内での仕事に合わせて衣装を手作りするなど、コスプレの趣味と手芸の才能も持つ。
変身魔法を得意とし、黒い翼を生やし刃のように変化させて攻撃することが多い。自らを鴉に変化させたり、鴉を使役したりすることも可能で、作者曰く（女性）部員の中では裏萌香の次くらいに強いイメージだという。魔具は第一部では杖だったが、第二部ではお館様の遺品である魔術書に変わっている。魔術書には幼い頃に取り組んだ様々なものの生成法が記されており、呪符を媒介にいつでもいくらでも呼び出すことができ、「創造する事典（トーキング・ブック）」と言われている。
御伽の国本部に潜入した際には、かつて自分を受け入れてくれた仲間のためにも、この身を盾にしてでも守りたいと幹部に一人で挑み、召喚や連鎖魔法、命と引き換えに能力値をはね上げる自縛系最上位禁呪「鋼鉄の乙女（アイアン・メイデン）」を唱え、見事勝利する。
コンセプトは「ゴスロリ」。作者曰く描くのが一番大変なキャラクター。
アニメ版
第1期第9話から登場。月音達との出会い・交流の段階から違い、またお館様が既に死んでおり、それを受け入れられずに暴走する設定なため、お館様が使った魔法（妖魔合身）も瑠妃が使用する。また、公安の話が二学期の話となったため、公安の件にも絡む。「いろいろあって・・・」が口癖で、性格は、マゾからネガティブ思考に変更されている。
朱染 心愛（しゅぜん ココア）
声 - 斎藤千和
リボンで結んだツインテールに黒のニーソックス、ツンデレといった萌え要素を詰め込んだ妹キャラのバンパイア。
髪色：オレンジ / 誕生日：11月3日 / 星座：蠍座 / 身長：149cm / 体重：40kg / スリーサイズ：B75(A)・W52・H68 / 月音達の1学年後輩 / 血液型：AB型 
朱染家四姉妹の末っ子で萌香の異母妹にあたり、かつての萌香＝裏萌香限定のシスコン。萌香が封印されてからも襲っていればいつかは覚醒してくれると思い、萌香を追いかけては勝負を挑み、陽海学園にもそのために入学してきた。入学当初もそれは変わらずにいたが、裏萌香と再会して以降は萌香を襲うことはなくなっている。
表の萌香に対しては「お姉ちゃん」と呼び、当初はその弱く甘い様に呆れ果て嫌っている節さえ見えたが、次第にその様子はなくなり仲は良好になっていく。一方、裏萌香に対しては「お姉さま」と呼び、その強さと美しさに強い憧れと好意を抱いている反面、自分の弱さにコンプレックスを抱き、強くなりたい・認められたいと思っている。そのためか、ことある毎に修行をしたがる。当初はプライドが高く馴れ合いを嫌う素振りを見せるが、窃盗団や空手部との事件を通して新聞部の人柄に惹かれ、新聞部へ入部する。幼いだけで根は良い子であり、年上の人にもさん付けで呼ぶ。身体もまだ未発達で、空手部との一件以来ロリコンである灰次には気に入られている。また、よく画面の隅で寝ていることがある。
式妖であるバケバケコウモリのこーちゃんを武器に変化させて戦い、既に1年で最強と噂をされているが、バンパイアとしての戦闘力は裏萌香を始め姉達には遠く及ばず、刈愛や亞愛には恐怖心さえ抱いている。実母である玉露からも辛くあたられ、強い劣等感を抱えながら育った。しかしその怪力は姉妹達の中でも上位らしく、また東方不敗の下での修行後、バンパイアとしての成長期を迎えたことで、御伽の国本部での戦いではリミッターを一つ解除した刈愛と互角以上に渡り合うまでに成長する。最後は自ら刈愛に止めを刺すことになるが、本当はみんなと仲良くしたかったと涙を流した。将来的に灰次と付き合うことになるが、互いに交際の意味をわかっておらず、共に修行し強くなることだと勘違いしている。
構想は登場以前からあったが、アニメ化に際し出して欲しいという要望の下、急遽固めたキャラ。そのためアニメ化がなければ、心愛も姉妹関係もこのような形では出ていなかっただろうとされる。
アニメ版
第2期からの登場。より粘着質で破天荒な性格になっており、初登場の話では学園で暴れまわり、年上の部員をさん付けで呼ぶこともない。最後まで萌香を狙い続け、月音達と打ち解けることはなく新聞部には入部しない。課外授業などで萌香達が学園を離れた際には、あらゆる場所（高速道路、線路、雪山など）を自転車で追いかける。
こーちゃん（謎こうもり）
声 - 子安武人
心愛の式妖のバケバケコウモリ。雄。身長：40cm。キューと鳴く。
変化が得意で、見たことがある武器になら何にでも化けられる能力を持つ。作中で見られる普段の姿は変化した仮の姿であり、本来は大型のコウモリ。ただし変化を解くのが嫌らしく、心愛でさえ本来の姿を見たことはない（巻末4コマでは心愛の頭の上で虫を食べる際にはおぞましい姿となった）。そのために「体重が100kg」もあり、武器に変化しても質量保存の法則から重さは変わらない。元々は萌香の10歳の誕生日に心愛がプレゼントとして贈ったものだが、あまりの重さとすでに心愛に懐いているという理由から遠慮され、現在に至る。
アニメ版
心愛登場以前の第1期から登場し、言葉巧みに（語尾にでちゅ〜とつけながら）状況や用語の解説、登場人物へのツッコミ、裏萌香と敵の戦闘時間の計測などを務め、第2期では女性陣のパンチラなどを隠すための自主規制的な役割として活躍する。第2期第10話では美少年の転校生「伊集院光太郎（いじゅういん こうたろう）」として登場し、催眠術で学園の女子生徒などを自分の支配下に置くも、最後は裏萌香と心愛の二人に成敗される。尚、アニメのキャストクレジットでは、第2期までずっと「謎こうもり」で表記されている。
森丘 銀影（もりおか ぎんえい）
声 - 関智一
ヘアバンドと銀のチョーカー、胡散臭い関西弁が特徴的な新聞部唯一の先輩にして部長のウェアウルフ。
髪色：黒 / 誕生日：7月8日 / 身長：182cm / 体重：68kg / 月音達の1学年先輩 / 血液型：A型 
入学当初はかなり荒れており、「狂犬」と呼ばれ喧嘩に明け暮れていた。新聞部に入部したのも当初は帰宅部代わりという理由だったが、当時の部長である燦の優しさに触れたことで真面目に取りくむようになり、悪事をはたらく公安の九曜と対立。しかし燦の居ぬ間に襲撃を受けてしまい、廃部寸前にまで追いやられてしまうという過去を持つ。
美形ではあるが軟派な性格で、セクハラまがいの行為も度々行うため女性部員からはやや避けられている。初登場回では萌香を自分のものにするために月音を罠にハメようとするが失敗に終わる。公安の出来事があったせいか面倒ごとを嫌う傾向にあるものの、再度衝突した際には仲間のために駆けつけ力を貸すなど、実際は仲間想いの好青年である。後に燦が本命であることがわかり、燦を脅かす御伽の国の第七支部に単身乗り込むなどを見せる。また、自分に惚れて事件を起こしてしまった女性を庇ったり、月音の萌香への告白を聞いて傷心する胡夢を慰め気づかう一面なども見せる。
「瞬速の大妖」というウェアウルフの異名の如く非常に俊敏性に長けており、その速度は月の光が強いほど増す（満月時では裏萌香でさえ視認できない）。すれ違い様の一瞬で無数の打撃を加えたり、複数の敵を瞬時に蹴散らすなどその戦闘力は高く、御伽の国第七支部に乗り込んだ際には灰次と二人だけで壊滅させる。当初、巻を重ねるごとに登場頻度が減少したのも、作者曰く「強くし過ぎた」ため。しかし月音達も強くなって来て以降、出してもストーリーに絡めるだろうとされている。胡夢とみぞれに戦い方を教えた師匠でもあり、御伽の国本部に潜入した際には、満月時でもあったためか、灰次と二人で朱染の吸血鬼部隊を一時は圧倒する。学園を卒業後は胡夢の後押しもあり、燦のいる海辺の民宿で働き始めることになり、四コマでは初々しい姿を見せている。
アニメ版
第1期第6話から登場。原作に比べ登場頻度が高いが、たいていは盗撮まがいのことをしている。しかしそのおかげ？か、みぞれの件では事件の真実を捉えた写真を撮った。

### 公安委員会
学園の治安の守るため、日本妖怪を中心に生徒により組織された学園警察のような存在。力で悪を取り締まる武闘派集団であり、特例として制裁を加えるためなら妖の力を行使することが許可されている。学園を裏で牛耳り、不当弾圧などを繰り返すヤクザ同様の集団に成り下がっている。
九曜（くよう）
声 - 池田秀一
公安委員会最高幹部。

アニメ版
公安四天王を束ねるリーダーともされ2人の側近が登場する。また、アニメでは自力で月音が人間だと調査し、処刑は公開処刑へ、戦いの場は屋上へと変わる。戦闘の流れもほぼオリジナルであり、最後も月音ではなく裏萌香により倒される（しかし表向きは原作同様月音に倒されたことにされる）。
螢糸（けいと）
声 - ゆかな
九曜に付き従う公安委員会の一員。正体は女郎蜘蛛。傲慢な態度の眉毛のない女。
口から吐き出す糸で攻撃し、正体を現すと腹部から多数の足が現れる。新聞部の監視役を任され、独断で潰しにかかるが裏萌香により返り討ちにされる。
アニメ版
公安四天王の一人とされ、3人の侍女（元は公安委員会に潰された部活の部員）と超新聞部を結成し、お色気作戦で新聞部の活動を妨害するなどもしていた。
でしでし子
声 - 後藤沙緒里
原作ではただのモブキャラクターであり名前も正体も不明。棍棒を持った小柄な少女。
アニメ版
公安四天王の一人とされ、正体はキョンシー。語尾に「〜でし」と付ける。月音が人間であることを暴こうとするが、紫に倒される。その後第2期の第10話にて再登場し、公安委員会の一件以来白い目で見られて肩身が狭いと嘆いている最中に、謎の美少年・伊集院光太郎と出会い、洗脳され、三人の侍女（元は螢糸の配下）と共に光太郎の親衛隊を結成した。なお第一期のEDクレジットでは側近と詳記されている。
側近
声 - 飛田展男、小野塚貴志
原作ではただのモブキャラクターであり名前も正体も不明。
アニメ版
公安四天王の内の二人であり、九曜に付き添う2人組みの側近。正体はケルベロス（眼鏡）とゴーレム（巨漢）。公安四天王のリーダー（特に眼鏡を掛けている方）的存在で、九曜直属の聞き役を務め命令を遂行する。性格は非情かつ陰湿で、使命遂行のためなら手段を択ばない。

### 反学派
反学園組織（勢力）の通称で、「反学派」と書いて「アンチテーゼ」と読む。はぐれ妖 により組織され、メンバーは「組織（チーム）」と呼ぶ。平和的な学園方針を否定し、妖本来の暴力性を取り戻そうとする集団であり、公安ですら警戒している。
金城 北都（かねしろ ほくと）
学園祭実行委員会会長。眼鏡をかけた長身の男で、表向きは学業優秀な好青年を装い、強い指導力から委員会や教師達からの信頼も厚い。しかし実際は反学派の首領であり、本性は冷淡かつ残忍。元人間。霧亜に妖の血を注入されたことで半妖化しており、第一部では左腕に月音と同じく「魔封じの鍵」をつけ、これを外すと凶々しい化け物と化す。
裕福な家庭に生まれるが父親の愛人の子ゆえに執拗な虐待を受け、逃亡を考えていた中学卒業間近、学園のチラシを入手し入学を決意。しかしそこで待っていたのも血と暴力に溢れた日々であり、この家庭と学園での生活により人と妖の全てを憎むようになってしまう。それゆえ反学派を組織し、大結界を解くことで、学園を、ひいては隠れ住む妖と人間の共存関係を破滅に導こうと画策した。
結界解除に必要な審判の十字架を御子神から奪うべく、月音との繋がりを持たせた上で捕まったふりをし、御子神から十字架を奪取。月音との交戦の後、結界解除に取り掛かるも裏萌香により倒され、最後は月音の想いに応える（同調する）形で結界の修復に協力する。その後、学園祭前夜祭の時に霧亜と共に学園を去る。霧亜のアルカードの血の力に加え、武術を学んでいただけにバンパイア化した月音を圧倒するほどの戦闘力を持つが、覚醒状態では負荷により耐久力は著しく低下してしまう。また、結界術や移動魔法も使える。この件以来、月音には一目置き、時折笑顔を見せることもある。
第二部では霧亜のいる御伽の国第一支部に属しており、その肩書きは参謀。また、学園を出た時には血の副作用で既に身体はボロボロだったらしく、車椅子に乗っている。萌香が本部へ連れ去られた直後に霧亜と共に月音の前へと現れ、本部から萌香を奪い返すという共通目的のため、月音達を本部に極秘裏に潜入させる。一度は月音達と行動を別つも月音の窮地に駆けつけ力を貸すと、最後は月音を霧亜から逃がすために力を解放し、意識を失い目覚めることはなくなってしまう。霧亜には、死に場所を見つけたのだろうと言われている。
吉井 霧亜（よしい キリア）
北都の片腕。

御堂 楔（みどう くさび）
純種の妖をエリートと呼び極度に憎むはぐれ妖の男。冷酷で勝つためには手段を選ばず、右腕を変形させて殴るだけだが力と速さを兼ね備え、その力は裏萌香が危険視するほど。
砕蔵達を一蹴した月音をバンパイアだと思い込み、萌香を人質に月音を旧校舎へとおびき寄せ戦いを挑む。裏萌香の強さを目の当たりにした際には、予め改造し容易していた消火栓によりバンパイアの弱点である水を用いて裏萌香を追い詰めるも、最後は覚醒し屍鬼化した月音により一蹴される。後に入院した際に麻子により始末されかけるが、一命は取り留める。最終巻の御伽の国と学園側との戦いでは、麻子と共に戦っているシーンがワンカットだけ描かれている。
薬丸 麻子（やくまる まこ）
声 - 國府田マリ子
絶望の表情を好む組織の後始末屋。自分の体液を注入することで相手を意のままに操る能力を持つ。
御堂の失敗を補うために組織から派遣され、付属病院の看護士になりすますことで月音達に近づく。萌香を操り月音を殺すよう仕向けるが、胡夢の介入と時間経過に伴う能力の喪失により失敗。その後複数の患者と再度萌香を操り犯行に及ぶが、最後は裏萌香によりあえなく倒される。最終巻の御伽の国と学園側との戦いでは、御堂と共に戦っているシーンがワンカットだけ描かれており、その時も看護師の姿をしていた。
アニメ版
第2期第4話で登場するが、アニメでははぐれ妖（反学派）自体が存在しないため、学校医という設定に変わり、体液の効果も自分の体型に悩む紫の身体を成長させるというもの。目的も紫の絶望の感情を味わうことで、紫を成長させた理由も「希望を味わわせた後に訪れる絶望を増幅させるため」。
ラクガキ魔（ラクガキま）
新聞部を騙り悪質なラクガキをしていたはぐれ妖の男。帽子とパーカーを着ている。
学園を批判する内容の偽の新聞と共に「学園祭に血の雨を」というラクガキをいたる所にしていた。脚をブレード状に変化させ、そのスピードとブレードの刃で月音と萌香を殺そうとするも、バンパイア化した月音により倒される。
植芝 蚓希（うえしば みずき）
表向きは学園祭実行委員会のメンバーだが、正体は組織のスパイ。
ミミズのように身体を細長く変形させ、土の中を自由に動ける能力を持つ。委員会の帰り道に月音に正体を勘付かれたことで地中に引きずり込んで首をへし折り、また月音を探しに来ていた胡夢やみぞれにも襲いかかるが、最後はバンパイア化した月音により倒される。
小宮 砕蔵（こみや さいぞう）
声 - 檜山修之
人間社会で問題を起こし過ぎたために、陽海学園に無理矢理入学させられたはぐれ妖の不良。
1年時の萌香と月音のクラスメイトであり、入学早々萌香に言い寄るも裏萌香に一蹴され、近くにいる月音を逆恨みするようになる。その後、諸葉と他1名の計3人で再度襲撃し、萌香を覚醒させないために先に月音を始末し引き離すも、最後はバンパイア化した月音により一蹴される。
アニメ版
アニメでははぐれ妖（反学派）自体が存在しないため、種族はオークに変更され、また裏萌香に倒されてからは懲りたようで、月音や萌香を襲うことはなくなり、第2期第3話の授業参観日では、父と母を「ダディ」「マミィ」と呼び甘えるなど、原作とは正反対のコミカルな性格となっている。
緒葉（もろは）
砕蔵と共に月音達を襲撃したはぐれ妖の少年。
平常時は穏やかな笑顔を浮かべているが、見た目とは裏腹に好戦的で残忍な性格。両手を大きな刃物へと変え、不意打ち気味に月音に斬りかかり殺そうとするも、最後は仲間もろともバンパイア化した月音に一蹴される。

### 卒業生
百式（ひゃくしき）
作業服を着たやさぐれた感じの長髪の男。正体は百足神（むかでがみ）。
卒業後は人間界で暮らしているが、下手に人間を喰えなくてストレスが溜まっているという。ある人物に月音の殺害を依頼され、好きなだけ喰っていいという条件で引き受けるも、バンパイア化した月音により返り討ちにされる。しかしそれは御子神が月音を試すために仕組んだものだった。
スキンヘッドのヤクザ
学園祭に遊びに来ていたヤクザのような卒業生。正体は不明。
萌香に目をつけ襲おうとするが、背後からバンパイア化した月音に攻撃され屋上から吹き飛ばされる。翌日月音に復讐するために銃を所持して現れるが、またしても背後から攻撃され倒される。
音無 燦（おとなし さん）
元新聞部部長。正体はセイレーン。銀影の二学年先輩（月音達の三学年先輩）。白い翼と天使の歌声を持つ。童顔美女。
生まれつき妖力が高く、手に負えなくなった両親は学園の施設に預け失踪。それ以来再び捨てられるのを恐れ、セイレーンの力の源である声を出すのを止め、普段はスケッチブックを使い筆談で会話をするようになる（表向きは極度の照れ屋なためとされている）。学園を卒業してからは筆談で会話をすることから仕事が見つからず、行き倒れている所を民宿の女将であるまりんに拾われて以来、民宿でまりんと共に住み込みで働くようになる。それからはまりんを母のように慕い、まりんからも家族のように可愛がられている。
誰にでも優しく絆を大切にし、平和を愛する性格。また、とても幼い外見をしており、銀影曰く見た目は中学生。しかしその見た目とは裏腹に、音曲の大妖・神に最も近い妖とも呼ばれるセイレーンの中でも、陽海学園「歴代最強」の一人と呼ばれるほど非常に高い実力を持ち、影では「強者の中の強者」「学園の頭（ヘッド）」「可憐で強い女神」などと称され男子生徒全員の羨望の的であった。
その強さゆえ、御伽の国第七支部に目を着けられ、支部長である神谷が自ら民宿に出向いて来たことにより彼らと衝突する。戦いは苦戦を強いられるも、最後は自身の能力「聞こえない歌」「見えない破壊」とされる強力な歌「無音の世界（サイレンス・イン・ザ・ダーク）」により、神谷を見事撃退する。その交戦中、正体を現したことでまりんを困惑させてしまうが、彼女は必死で庇ってくれた燦を受け入れ、再び共に歩んでいくことになる。
銀影や灰次にとっては恩人でもあり、彼らからは好意を持たれている。アルカードとの戦いでは、学園側の一人として参戦し、御子神・東方不敗と共に戦い、その強さを発揮する。その後、学園を卒業した銀影も共にまりんの民宿で働くことになり、互いに初々しい姿を見せている。

### その他の生徒
鰐淵 正（わにぶち ただし）
声 - 中尾隆聖
1年のときの紫のクラスの学級委員長。正体はリザードマン。物腰は柔らかく見えるが、本性は狡猾かつ残忍。
常に同じリザードマンである2人の側近（声 - 園部好德・松尾大亮）と共に行動しており、魔女である上に飛び級で入学してきた紫に対し嫉妬し苛めていたが、裏萌香により倒される。
小説での再登場時には、相変わらず紫に対して良い感情は持ち合わせてはいないが、終盤では見直していた。
一ノ瀬 珠魚（いちのせ たまお）
声 - 雪野五月
大人の魅力が満載の水泳部部長。正体はマーメイド。
その美貌で新入部員を勧誘し、裏では生気を吸い取っていた。特に美味しそうな匂いのする月音に目をつけ、萌香を追い払って食べようとするが、最後は裏萌香により空中へと誘われ、部員もろともあえなく撃沈される。
アニメ版
新入部員の勧誘セレモニーと称し、歌って踊る水泳大会を開催する。
叶 流行（かのう ながれ）
常にカメラを持ち歩くオタクな少年。正体はマッドスラッグというナメクジの妖。
陰湿な性格で、これまでに柔らかい体を利用し女の子の部屋に忍び込んでは、秘密や弱みをにぎり脅してきた。体から毒ガスを放ち相手の動きを封じたりもできる。胡夢に好意を抱き、卑猥な写真を同封した脅迫状や、新聞部の原稿を奪うなどして自分に従わせようとしたが、最後は仲間のピンチに力を覚醒させた胡夢により倒される。
チョッパー力石（チョッパーりきいし）
プロレス研究部に所属する大柄な男。正体はトロール。シャツにタオル、ダンベルを持ち歩いている。
強い奴の噂を聞きつけるとフライング・ボディ・アタック（略称：FBA）を浴びせるタチの悪い嫌われ者。月音が九曜を倒したと聞きつけ、どちらが最強かを決めるために戦いを挑むが、萌香に血を注入されバンパイア化した月音により倒される。その後の小説版ではチェリー力石という妹がいることが判明し、妹と一緒に月音にリベンジタッグバトルを申し込んで来た。基本的にバカなだけで、根は悪い奴ではない様子。
乾 潤也（いぬい じゅんや）
同種族を装い何人もの女性を騙していた男。正体はオニモドキ。
萌香に目をつけバンパイアを装い近づくが、実際はただの低級妖怪。最後は月音に見破られ、裏萌香に一蹴される。
仲本 枯々（なかもと こっこ）
銀影に惚れてしまい、彼と親しい間柄にある女性達の服を切り裂くなどのイタズラをしていた連続イタズラ魔。
自分の血液を操る能力を持つはぐれ妖で、その血で作った霧に紛れて何度も女の子たちを襲っていた。幸い犯行がイタズラの範疇であったことと理事長の独断により、被害者への謝罪と弁償のみで全てが治められ、陽海新聞に名前が載ることはなかった。
空手部部員（からてぶぶいん）
インチキな賭けでボロ儲けをしていた二人組みの空手部部員。名前は共に不明。糸目の人物の方の正体はモグラの妖。
入部希望の心愛を門前払いし、すくすくドロップを飲んで大人の体となった心愛に瞬殺される。その後、糸目のモグラの妖の人物は復讐を果たそうと、すくすくドロップの副作用で子供と化している心愛を集団で襲うが、全員もれなく子供と化した新聞部により倒される。
宮本 灰次（みやもと はいじ）
空手部の主将。銀影とは同学年で喧嘩仲間。正体は鴉天狗。
入学当初は名のある奴らにケンカを売っては連戦連勝を飾り、学園のヘッドと噂される燦に戦いを挑みに来るが、一目惚れをしてしまい戦わずして降参。それがきっかけでロリコンとなる。ただし「年齢など1万15歳でもかまわん。大切なのは発育だ」と本人が言うように、年齢は関係ない模様。
空手を始めたのは燦と出会った後からだが、現在は道着こそ空手家の正装でありオシャレな服装だと思っていたり、「空手をバカにする奴は誰であろうと容赦しない」と言うほど空手バカとなっている。武道家らしい真っ直ぐした性格だが、銀影とエロ談義を交わしたり、女子生徒の身体検査を覗きに行くなど、高校生らしい？一面もある。また、すくすくドロップの副作用で子供と化した心愛と一悶着あって以来、心愛のことを気に入っている。
学園でもトップレベルの実力者とされ、神通力で風を自在に操り、心愛でさえ視認不可な正拳で「真空・正拳突き」「真空・千枚通し」「風牙正拳突き」などを繰り出す。銀影と共に御伽の国第七支部を二人だけで壊滅させ、御伽の国本部に第二陣として潜入した際には、朱染の吸血鬼部隊を銀影とのコンビで一時は圧倒する。後に心愛と正式に付き合うことになるが、互いに交際を修行と勘違いしている節がある。
黄 芳芳（ウォン ファンファン）
黄一家の跡取り。月音達の1学年後輩。

黄 鈴鈴（ウォン リンリン）
芳芳の姉。月音達の1学年先輩。

### 理事・職員
御子神 典明（みこがみ てんめい）
声 - 佐藤正治
陽海学園の理事長。「三大冥王」の一人であり、正体は鬼神。
常にローブとフードを纏い、不気味な笑みと雰囲気を漂わせている。終盤まで素顔も正体も不明のままであったが、意外にも長髪で端正な顔をしていることが判明する。ローブの下には魔封じの鍵に似た多数の鎖で封印処理が施されており、普段は冷静な策士だが、力を解放すると好戦的な狂戦士と化す。瑠妃と共に屍鬼化した月音の前へと現れ、魔封じの鍵を与え退魔師として彼を助けた人物でもあり、時に刺客として利用している。また、バスの運転手とは旧知の仲で、屍鬼化した月音を助けに現れたのも彼に頼まれたからだという。
結界術を扱う者の能力を向上させる強力な魔具「審判の十字架（ロザリオ）」を常に持ち歩き、この魔具は学園の大結界を制御する「鍵」でもあるため、反学派編では大結界の解除を目論む北都に狙われてしまう。また、実質的に萌香を引き取り、「平穏な人生を歩んで欲しい」という萌香の母・アカーシャの願いを受け、安全な人間の学校へ通わせる措置をとった人物。
アルカードとの戦いでは予め覚醒地点を予測し、政府要人の協力のもと街の住民を避難させ、自衛隊に周囲を包囲させたり、学園側の人員を日本全国に展開させた。そして力を解放してアルカードと戦い、最後はアルカードと融合した状態で復活したアカーシャの自己崩壊呪文に、東方不敗と共に力添えをする形で消滅する。また、月音（北都も？）に与えた魔封じの鍵は、実際は「安全に妖化させるための魔具」であり、対アルカードの要員として育ててきたことが示唆され、月音には私を恨んでもかまわないと述べている。そして、バスの運転手に月音を後継者にと言伝を頼んでいた。
猫目 静（ねこのめ しずか）
声 - 井上喜久子
月音らのクラス担任。正体は化け猫。現代国語の教師であり、新聞部の顧問。
誕生日：10月4日 / 星座：天秤座 / 身長：159cm / 体重：46kg / スリーサイズ：B85(D)・W58・H89 / 自称17歳 
マイペースかつ陽気な性格で、仕事面ではいつも生徒を放置気味。人間界に合宿に行った際もいつも月音達を放置し、自分は魚釣りに行ってしまう。だがそれは生徒を思っての行動だという。たまに耳やしっぽを隠し忘れ、生徒に指摘されると引っ掻いてごまかす。
石神 瞳（いしがみ ひとみ）
美しいものをこよなく愛し、女子生徒にも人気だった美術教師。正体はメデューサ。
頭髪の蛇を噛み付かせることで相手を石に変えてしまう石化能力を持ち、この能力で気に入った女子生徒を8人も誘拐し、石に変えコレクションにしていた。萌香に絵のモデルを依頼し、月音にコレクションを見られたのを機に萌香を襲うが裏萌香により倒される。この一連の事件により無期限の停職処分へと追いやられ、以降は新聞部への復讐のため暗躍する。月音の正体を公安の九曜に密告したり、人間界で盗み出したリリスの鏡を使って学園祭を大混乱に陥れるなどする一方で、萌香個人に対しても固執し、その感情は憎悪というより歪んだ愛情に近い。大混乱の学園祭の最中、萌香を手に入れようとするが月音の助力を受けた裏萌香により倒される。
籠女 李々子（かごめ りりこ）
声 - 久川綾
教育熱心でフェロモン全開の数学教師。正体はラミア。胡夢の一年次のクラス担任。
セクシーさゆえ男子生徒からの人気が高いが、教育熱心さが災いし、いきすぎた教育をすることで度々問題となっている。成績不良な生徒を個別指導へと誘い、大蛇のような下半身の先端を生徒の頭に噛み付かせることで相手を洗脳し、直接知識を流し込んでいた。月音も1年の夏休み前に同様の洗脳教育をされるが、裏萌香により倒され2週間の謹慎処分を受ける。その後は普通に授業を行っているが、自身の危険さを自覚していないと思われるシーンが存在する。
アニメ版
アニメでもその後、銀影にテスト補習として同様のことをし、第2期第8話では予め萌香を捕まえた上で月音を再び洗脳しようと企んでいたりと、全く懲りていないのがうかがえる。
小壷 奥人（こつぼ おくと）
声 - 加瀬康之
女性に手が早い粘着質な体育教師。正体はクラーケン。サッカー部の顧問。
1年の1学期初め、みぞれに好かれていたのをいいことに猥褻な行為をしようとした所氷漬けにされ、逆恨みする形でみぞれを停学処分にし不登校へと追いやった。2学期になりみぞれが登校して来た際には、濡れ衣をきせ退学処分にし、また崖から海に引きずり込んで殺そうとするも、血を注入されバンパイア化した月音により倒され、全治2週間の大怪我を負う。そしてそれに伴い一連の事件は明るみに出ることとなり、みぞれの退学も撤回された。
アニメ版
1学期初めにみぞれが好意を持っていたという設定がなくなっているため、みぞれとの関係はなくなり、登校してきてからも陥れるようなことはしてなく(猫目に軽く注意を促す程度)、代わりに落ち込むみぞれに猥褻な行為を働こうとする。その点を除けば原作に比べるとまともな教師になっている。
紡 繭美（つむぎ まゆみ）
いつも眠たそうにしている保健の先生。正体は不明。全身を包帯で覆っている。
エクセレント・マキ
ゴルゴ眉の顔にいつもサングラスを着用している英語教師。正体は不明。
フィンガースナップが癖で「素晴らしい」「エクセレント」が口癖。
バスの運転手さん（名前は不明）
声 - 長島雄一（第1期ドラマCDのみ）→井上倫宏
学園と人間界を行き来するバスの運転手。葉巻を吸い怪しげな含み笑いをするなど本性や素顔は謎だが、一茶からはぬらりと呼ばれている。また、御子神とも旧知の間柄で、彼を育てた人物かのように示唆されている。
人間である月音を学園にまで連れてきた人物であり、月音に関しては本人曰く「責任がある」とのこと。その後も度々意味ありげなセリフを口にし月音を驚かせている。また、月音が屍鬼化することを予期していたようで、瑠妃と御子神に彼の助けに行って来いと言った人物。バスには演歌のカラオケがある。ハッキングもできるようで、腕から触手のようなものを出し、御伽の国本部のメインコンピュータのセキュリティを突破していた。ちなみに作者が一番好きなキャラクターは彼らしい。

## 新聞部員の家族・親族
青野 かすみ（あおの かすみ）
声 - 寺田はるひ
優しい性格をしている月音の母親。
夫が拾ってきた入学案内で息子の進学先を決めた際にはこれを後押しするなど、どこか天然な部分もある。また、一時帰宅した月音と共に新聞部メンバーが遊びに訪れた際には、驚いて倒れるなど繊細な面も持つ。最後のアルカードと学園との戦いは、TVを通じて夫や響子と共に見守っていた。
青野 光司（あおの こうじ）
月音の父親。月音を陽海学園に入学させるキッカケを作った。
青野 響子（あおの きょうこ）
声 - 小島幸子
月音の二つ上の従姉。月音とは互いに「響ちゃん」、「つっきー」と呼び合う仲。幼少時は月音と姉弟同然に育てられ、いい加減な親に代わり世話を焼いていた。月音が陽海学園に入学して以降、連絡がつかないことからも心配するようになり、学園のことを調べていた際に石神と出会い、彼女の策略により学園祭の際にリリスの鏡を持って学園にやって来る。学園の正体を知る事が目的なため、月音達は右往左往する羽目になる。
思い込みの激しい人物で、生徒達の正体を見ても最初は作り物として疑わなかったほど。最後は暴れる大多数の妖達の姿を見て学園の正体に気付くも、部員達の人柄により学園の正体は心にしまってくれたようで、月音は無事学園にいられることとなる。また、月音に恋愛感情を持っているとも取れる言動をしている。
アニメ版
第1期第1話で月音との携帯電話での会話のみで登場（アニメの月音は携帯を持っているが、大結界の中では繋がらない）。第2期では第1話でわずかに登場した後、第7話の月音が家に一時帰宅する話に絡むことになり、また第11話において経緯は不明だが自力で学園まで足を運び、訪れた日も平日となっている。リリスの鏡も心愛が盗み出し、学園に向かう途中で心愛とぶつかり入手する。
黒乃 アゲハ（くろの アゲハ）
声 - 本多知恵子
スタイル抜群で、外見も派手な胡夢の母親。
純情な胡夢とは異なり、無数の男性と関係を持つ恋愛のエキスパートらしく、他人の男を奪い取ることに情熱を燃やす性格。胡夢からはそれが原因で不幸なのだと言われている。月音に胡夢を無理矢理襲っていいという大胆発言をしたり、またバストは胡夢を上回るほど。みぞれの母のつららとは月音を巡ってやり合う場面も。胡夢からは「母さん」と呼ばれている。アルカードとの戦いではつらら・不二子と共に学園側として戦っている様子が一コマだけ描かれている。
アニメ版
みぞれの母と共に学園の卒業生という設定となり、学生時代から男を取り合っていた。胡夢からは「ママ」と呼ばれている。
白雪 つらら（しらゆき つらら）
声 - 皆口裕子
落ち着いた雰囲気のみぞれの母親。常に着物を着ている。
容姿も性格も親子共々そっくりだが、感情的なときの危険度はみぞれ以上で、飲み物で刃物を作り出してしまう。また、雪女の里は深刻な婿不足なため、月音にはみぞれの婿になって早く子作りに励んで欲しいと思っている。実は兵器マニアで若い頃はスパイに憧れていたらしく、自室の本棚の裏には大量の銃器コレクションがある。雪女の里編ではみぞれのことを深く案じ、雪の巫女からみぞれを奪い返すという里に対して裏切りとも取れる行為に力を貸すなど、みぞれのことを母として深く想っていることが描写された。みぞれからは「母」と呼ばれている。
アニメ版
胡夢の母と共に学園の卒業生という設定となり、学生時代から男を取り合っていた。
仙童 不二子（せんどう ふじこ）
紫の母親で、娘と同じようにとんがり帽子を被りマントを羽織っている。
高い知力と魔力を持った美しい魔女で、十代の頃から斬新な魔具を次々と開発してきた才女。今では魔女界きっての高位魔具職人。夫共々非常に礼儀正しく、紫が使う敬語は両親の教育の賜物？とガイドブックに記されている。ただし目立たないという深刻な悩みを抱えており（原作・アニメ共にまともな台詞がない）、巻末4コマでは目立ちたいあまり体育祭のドサクサに紛れて学園を爆破しようとしていた。紫からは「ママさん」と呼ばれている。
仙童 珠範（せんどう たまのり）
紫の父親で、妻と同様に魔術師。服装はメガネにVネックのセーターと一般人の格好をしている。
お館様（おやかたさま）
声 - 前田敏子
人間に対し強い恨みを抱く魔女の丘の主。100歳以上のローブを纏った魔女で、瑠妃にとっては師匠であり育ての親。
かつて魔女の丘は人間に住処を奪われた魔女達にとって最後の楽園であり、その丘に公共のゴミ捨て場が建設されそうになったことで、人間の街を滅ぼし復讐することを決意する。植物を操る魔法を得意とし、ひまわり畑に見えた丘も実際は地中で大量の植物のモンスターが育てられており、その殺人植物の軍団を率いて人間への復讐を果たそうと画策していた。
魔女の丘を守るための戦う以外の方法を模索したいと月音達がやって来るもそれを一蹴し、彼らと衝突する。瑠妃が月音達側に着いたことに加え萌香が覚醒したことで「妖魔合身」を唱え、巨大な魔物と化し裏萌香を圧倒。ひいては瑠妃さえも吸収するが、最後は裏萌香により弱点である魔具を破壊され、爆発して命を落とす。しかしその最後の瞬間、瑠妃の想いに気付き、最後の力で瑠妃だけは救う。
アニメ版
既に故人となっており回想のみで登場。人間に対しては原作ほど憎しみを抱いていなく、死ぬ直前には自分の考えが愚かなものだったと語る。また、この魔女の丘編はお館の設定だけでなく、他の点についても多数改変されている。

### 朱染家
日本唯一のバンパイアの拠点であり、日本のバンパイアのほぼ全てがこの朱染家の関係者とされ、闇社会では「問題処理組織」としても名が通っている。純粋な戦闘種族であり最強と恐れられるバンパイアが多数いる悪魔城であり、中国の闇社会でも「朱染」は畏敬を込めて語られる名。かつては真祖アルカードに仕えていたとされ、作中では御伽の国に全面的に協力している。
朱染 一茶（しゅぜん いっさ）
萌香達四姉妹の父親。朱染家の当主であるが、御伽の国との戦いの時は、妻である玉露のクーデターにより監禁され、一時当主の座から降ろされていた。
長めの黒髪でヒゲを生やし、洋風の貴族服を着ている。過去編では厳然とした物腰と、力量を計るために初対面の娘同士に殺し合いを命じるなど恐ろしい一面を見せるが、エピローグで月音の教育係として登場した際には、かなりの親バカぶりと、表情の豊かさを披露した。
三大冥王クラスの実力者で、真祖化を果たした後の月音を30秒で瞬殺できるレベルだが、何故か妻には弱く、一夫多妻でうちも大変なことになったとしみじみと語る。月音の本当の気持ちを見抜くなど察しもよく、萌香を救ってくれたことへのお礼として、月音には萌香のちょっとした真相と感謝の意を伝えている。
なお、第二支部長として登場した一茶はドッペルゲンガーよりコピーされた偽者であり、またアニメに登場する萌香達の父については萌香の父を参照のこと。
朱染 玉露（しゅぜん ぎょくろ）
刈愛と心愛の実母。御伽の国の総司令。

アカーシャ＝ブラッドリバー
萌香の実母。バンパイアの「真祖」であり、「三大冥王」の首領。
容姿は表の萌香と瓜二つで、性格も同様に優しく温和だが、時折、俯瞰した眼差しを見せる。ドレスを身に纏い、髪型はポニーテールにしてリボンをつけている。「不死（ノスフェラトゥ）のアカーシャ」と呼ばれ、桁外れに高い妖力と回復力を持ち、まともに戦って殺せる者などいないとされる。かつては騎士のスタイルを取っていたが、萌香と同様に蹴り主体の戦闘スタイルも取り、「身の程を知りなさい」と言う。
元は15世紀ヨーロッパ・ワラキア地方に存在していた人々に滅ぼされた名もなき小国の生き残りであり、その国の王であったアルカードと共に東へと旅を続ける中で、復讐を誓ったアルカードとは反対に、平穏を願い人々との共存を望んだ存在。後に東方不敗・御子神と共に魔と化したアルカードの討伐を試み、体内に潜り封印することに成功する。しかし朱染家により救出されるまでの約170年もの間、アルカードの体内で共に眠り続けた影響により互いの体液は血液に至るまで同質化し、それゆえに互いの真祖の血は同調し、結果として自らの妖気を抑え生活せざるを得なくなる。
萌香は酷い難産で生まれた時にはほとんど死んでおり、その時に危険と知りつつも助けたい一心で自身の血を分け与え蘇生させた。それにより萌香に真祖の血（力）と、不運にもアルカードとの同調まで受け継がせることになってしまう。そして萌香の10歳の誕生日直後に自身の力を狙う亞愛から萌香を避難させるが、目の前で胴体を切断され、その惨状を見た萌香が真祖として覚醒し、アルカードまでも覚醒してしまったことで、再びアルカードを封印するべく萌香に分身人格を宿した上でロザリオで封印し、自らはアルカードに喰われ内より再封印する。
萌香のためにも人々との共存を願い、非常に強い愛情を注いでいた。そのためロザリオで封印するのは苦渋の決断だった模様。また、ロザリオは本来いずれ旅立つ萌香のために離れていても通じ合えるようにと作ったものであり、ロザリオとは常に繋がっていた。なお、写真や日記など自分に繋がる全ては処分されており、表向きは失踪したことになっている。そして萌香の名字となる赤夜（あかしや）とは、アカーシャをもじったものである。
後に御伽の国との戦いの中で、アルカードにあてがわれたロザリオを媒介に、表の萌香としての記憶も引き継いだ状態で復活を遂げると、母として萌香に、そして表として月音に別れを告げ、東方不敗と御子神の協力の元、アルカードと共に自己崩壊呪文で消滅する。
朱染 亞愛（しゅぜん アクア）
四姉妹の長女で他の三人とは異母姉妹。黒髪をツーサイドアップにし、チャイナドレスを着ている。
幼い頃に母を亡くしてからは、茉莉香という幼いバンパイアの少女と中国の人間の町で素性を隠して暮らしていた。しかし彼女が人間に拷問の末に殺されたことで人間への復讐を誓う。それからは苗家で殺し屋として働き、非道すぎる戦いぶりから「漆黒の悪魔」と恐れられ、やがて闇社会をも敵に回し中国から消える。そして萌香が9歳の頃に朱染家に招き入れられることになる。
中国拳法を用いた戦闘スタイルを取り、バンパイアの力のみならず東方不敗の秘術「崩月次元刀」を独学で修得し使いこなすなど、朱染家に来た時点ですでに圧倒的な実力を持っていた。鋭い洞察力と冷静さを併せ持ち、敵とあらば容赦なく惨殺する一方で、身内や仲間には優しく甘い性格をしており、萌香は亞愛のこの魔性に惹かれ、また萌香が茉莉香によく似ていたことから当初から特別な感情を抱いていた。その経歴ゆえ感嘆や挨拶の言葉を中国語で喋る。
アルカードの血族（母がアルカードの娘）であり、茉莉香が亡くなってからここに至るまでにも藤咲雅の手引きがあったと思われ、朱染家にも復讐のためにアカーシャの真祖の力を奪うべくやって来た。しかし萌香を想うが故に抵抗を感じ、時を見て葛藤しながらもアカーシャを殺そうとするが、萌香と共にアルカードまでも覚醒してしまったことで事態は思わぬ方向へと転ぶ。そして去り際のアカーシャに「時が来たら封印を解いて萌香を自由にしてほしい」と託され約束を交わす。それを境に目的は復讐より萌香を守ることへと変わり、その感情は他を省みない執着めいたものへとなっていく。当初は萌香（＝裏）にだけ好意を抱いてたようだったが、表の萌香も可愛く一粒で二度おいしいと言っている。
現在は御伽の国に所属しているものの、あくまで約束を果たし萌香を守るためであり、藤咲とは封印さえ解ければ萌香の命は取らないという約束を交わしていた。見た目こそ変わらないがさらに強さを高めており、精神は未熟と言われるものの強さだけならかつての三大冥王にすら並ぶと言われている。そして黄家を急襲し本部へ萌香を連れ去ると、自らが作った結界により封印の十字架（ロザリオ）の破壊を試み、覚醒へと誘う。後に藤咲により約束が破棄され萌香が殺されかけた際には、自らの血を注入して救おうとし、月音達と共に打倒アルカードに尽力する。その後の巻末四コマでは次期朱染家当主とあり、萌香のために殺しをやめるか悩んでいた。
朱染 刈愛（しゅぜん カルア）
四姉妹の次女で萌香・亞愛とは異母姉妹。ウェーブのかかった長い金髪と褐色の肌を持ち、白いドレスを着ている
純真無垢で姉妹一のおっとり者。争いを好まない妹想いの優しい性格で、昔は妹達の面倒を見たり家事を手伝っていた。しかし幼少時から殺し屋としての教育を受けており、仕事の際には贖罪の意味を込めた涙を流すと共に、目的以外の全てを意識の外へと流し去ってしまう。そのため身内でも殺すことに躊躇しなくなり、いくら殺しても元に戻れば心は純粋なまま。心愛には幼少時よりその狂気を感じ取られており、現在も恐れられている。朱染家No.1の殺し屋と呼ばれ、仕事以外はほとんど家から出ないという。
痛覚を麻痺させる能力とバンパイアの変身能力 を駆使して戦うスタイルだが、普段は両耳にロザリオのピアス（リミッター）をつけることで変身能力は封印している。リミッターを一つ解除すると片腕が攻撃に特化した幾重ものコウモリの羽のような刃に変形し、二つとも解除すると姿形は人型ではあるが全身がほぼ液状となり、掌から血を弾丸にして放つことも可能になる。液状なことで斬撃や弾丸などの攻撃も一切効かず不死身のようになるが、普段リミッターでその能力を封印しているのは、自分が生きていることを実感するため。第二部より約8年前の時点で、すでに片耳（左耳）にこのピアスをつけていた。
雪女の里編では藤咲雅個人に雇われていたが、同盟が失敗した暁には玉露により無差別に殺害するよう依頼され、その際、片耳のリミッターを外すだけで裏萌香を追い詰める力を発揮する。御伽の国本部で心愛達と対峙した際にはリミッターを完全解除し圧倒するが、胡夢達のラストワルツの聖水の雨により変身能力を封じられ、最後は自ら心愛に心臓を一突きにされ倒される。実母である玉露を慕い、これまで幾度となく殺害を繰り替えしてきたが、いつの日か姉妹の誰かが自分の命を終わらせてくれることを望んでいた。
後に雅から真祖の血を分け与えられたことで奇跡的に回復し、その後を描いた巻末の四コマでは、心愛のためにも殺しをやめると宣言している。

## 御伽の国
人間界（人間社会）転覆を目論む日本の巨大テロ組織で、御伽の国と書いて「フェアリーテイル」と読む。苗一家や朱染家と協力関係にある。本部の他に七つの支部が存在するが、本部と第一支部は考えの違いから水面下で対立している。

### 総本部
通称「空中庭園」。日本の上空4000mを浮遊する強固な要塞で、軍により統治・管理され、構成員は軍服を着用している。また、結界により守られ、人間界からは視ることも感知することもできない。
仮面の王（かめんのおう）
御伽の国の創始者であり、五つ目の仮面を被り黒の衣装で覆われた人物。元は苗一家の創始者であり、後に日本に渡り御伽の国を創設した。
その正体はアルカード（の分身）である藤咲雅が妖気と姿を変えたものである。
アルカード
最古のバンパイアの一人とされる真祖であり、本名はドラキュラ。
元は15世紀ヨーロッパ・ワラキア地方に存在していた名もなき小国の国王であり、自らの国を人と妖が共存できる理想郷にするべく掲げるが、近隣諸国の人間により自らと一人の少女（アカーシャ）を残し国は滅ぼされてしまう。そしてその少女と東へと旅路を続ける中で、平穏を望んだアカーシャとは対極に人間への復讐を望み、約200年前、無数の妖を取り込むことで巨大な魔物と化し、大陸を火の海へと変える。後に三大冥王により倒され封印されるが、その寸前に分身体を作って逃れており、それが仮面の王＝藤咲雅となる。
巨大な本体は数百mにまで及び、その姿は多数の触手を持つエイリアンのような形をしている。アカーシャや萌香の真祖の血と同調しており、彼女たちが封印を解く鍵となっている。朱染家の地下に幽閉されていたが、現在は御伽の国本部最下層に移されている。本部の全フロアを一撃で貫き、ミサイルなどの攻撃も効かず、バラバラに破壊されても復活するなど、桁外れの力と再生力・回復力を持つ。
朱染 玉露（しゅぜん ぎょくろ）
御伽の国総司令。刈愛と心愛の実母であり、刈愛と同じく金髪と褐色の肌を持ち、彼女に殺し屋としての教育を施した張本人。
自分から夫・一茶の心を奪ったアカーシャと萌香を憎んでおり、第二部より約7年前から8年前の時点では別居中だった。そして萌香を利用したアルカード復活による人間界の破壊を目論み、それをもってアカーシャへの復讐を果たそうと画策する。また、本格的に動き出す前に朱染家にてクーデターを起こすことで朱染家の当主となっていた。萌香奪還のため本部に潜入してきた月音達に支部長達を差し向ける。
バンパイアの中でも妖気探知能力がずば抜けて高く、「神の視点（エネミー・ゼロ）」を発動させると、数千m先の妖気まで正確に探知することができる。また、ロザリオの髪留め（リミッター）を外すと両の掌に目が現れ、探知し読み取った妖気の質や量から、その者の能力を自動的に再現し獲得できる力を持つ。
長年の研究から封印の十字架（ロザリオ）に備わっているアルカードを制御する力を乗っ取る装置を開発し、萌香からロザリオを奪いアルカードを制御下に置く。また、朱染の吸血鬼達を「実験台」とし、アルカードの肉片を体内に埋め込み屍鬼へと変貌させた。月音との一騎討ちにリミッターを解除して臨み敗北するも、ロザリオと神の視点を駆使してアルカードと限りなく同化し、月音達を圧倒。しかし実はロザリオにはアルカードを制御する力はなく、最後は萌香にロザリオを奪われアルカードに喰われる。
朱染 亞愛（しゅぜん アクア）
萌香の異母姉妹であり、アルカードの血族。

朱染 刈愛（しゅぜん カルア）
萌香の異母姉妹であり、雪女の里編では藤咲個人に雇われていた。

### 各支部
藤咲 雅（ふじさき みやび）
第一支部長であるが、正体はかつてアルカードが封印される寸前に逃れるために作り出した分身体であり、いつの日か完全なる復活を果たすために仮面の王に扮し、苗一家と御伽の国を組織した全ての黒幕である。本体が死なない限りバラバラにされても決して死ぬことはなく、同様に真祖と思われる。人間界では政治家としての顔も持ち、正装に身を包み、黒髪をオールバックにし、黒のロングコートを着ている。完璧なものが好きだと言い、一見紳士な振る舞いながらも非情であり、狡猾な策略家でもある。葉巻を愛好している。また、ある時に自らの本体を操れるという封印の十字架（ロザリオ）の存在を耳にしたことで、好奇心と、そして同じものが複製されぬためにも原理の解明にも興味を抱く。
雪女の里編では、雪の巫女が預言したみぞれの婚約者として登場するが、実際は御伽の国による侵略の一環であった。みぞれの唇を奪い強姦しようとするが泣き出したことで止め、救出に来た月音により倒されたように見えたが、その後は平然と現れると刈愛を止め里から手を退く。また、この時に里の霊源に自らが創造した怪物の卵を仕掛けており、それこそが本当の目的であり、同様の卵は日本各地の霊源に設置された。
そして機が熟すと実際に封印の十字架（ロザリオ）の能力を見極めるべく、月音達を本部に潜入させ玉露達と衝突させる。巧妙に動き回った後にロザリオに操る能力がないと判明すると、正体を明かしロザリオもろとも萌香の心臓を貫き、アルカードの封印を解いて共に人間界に降り立つ。アルカードとの融合を果たし、日本各地に仕掛けた怪物と共に日本を蹂躙しようとするが、復活したアカーシャに本体の主導権を奪われ、最後はアカーシャの言葉に同意を示し、彼女の自己崩壊呪文により共に消滅する。
霧亜からは自らが悪役を演じることで周囲を理想へと導く"偽悪"な存在だと言われ、妖の存在を白日の下に晒し、その上で人間の味方をする妖によって倒されるのが、求めていた死に場所だったのだろうと言われている。
吉井 霧亜（よしい キリア）
第一支部副長。捉えどころのない飄々とした性格で、物事を面白いかどうかで判断し、興味を失った相手は簡単に殺そうとする人物。黒のコートを着た銀髪の美少年で、瞳の色や瞳孔の向きが左右で異なる。正体はアルカードを基に作られた人工生命体キマイラであり、腕を鎌状や多数の触手や刃などに変形させる。
第一部では調査のために学園に潜入しており、そこで出会った北都の孤高な姿に惹かれ、共に反学派として行動する傍ら萌香のことを探っていた。胡夢の想いを利用して萌香と胡夢を罠に嵌め、北都が計画を実行に移す間は萌香を月音から引き離すことで足止めする役目を担う。しかし強引に封印を解いた萌香＝裏萌香に一蹴される（ただしこの時は力をあまり出していない）。
北都に血を与え妖へ変貌させた張本人であり、北都を気に入り執着している様子を見せる。後に北都と学園を去り、第二部では共に御伽の国の一員として登場する。本来は支部長である雅に付き従い、その裏に潜む闇を処理する役目だとされる。御伽の国本部での決戦では、玉露の月音達と雅の抹殺命令を口実に、雅との敵対を装いつつ北都の未練となる月音達を殺そうと動いてくる。その後、御伽の国の新たな首領となるとされ、より強大な敵として立ちはだかることが示唆されている。なお、巻末四コマによれば女性に興味がないらしく、目覚めなくなった北都を看病しつつも着せ替えなどをして楽しむ様子が描かれている。
金城 北都（かねしろ ほくと）
第一支部参謀。元反学派首領であり、元人間。

姓名不明
第二支部長。正体はドッペルゲンガーであり、朱染一茶を騙り玉露直属の暗殺部隊として朱染家暗部の吸血鬼軍団を率いていた。
妖気や外見こそ一茶そのものだが、東方不敗には端から抜け殻や気迫がないと怪しまれており、敢え無く倒される。
九曜（くよう）
正体は妖狐。長い金髪と切れ長の目を持ち、高慢かつ非情な冷血漢。炎を操る強い力を持ち、第一部では四尾の、第二部では五尾の妖狐であり、さらに人型の戦闘形態へとも変化する。必殺技は「朧・火炎車（おぼろ・かえんぐるま）」。
第一部では霧亜と共に学園に潜入しており、公安委員会最高幹部として登場する。歪んだ正義を掲げ、従わない者には冷徹な処罰を、また権力の陰で見返りを要求し搾取などを行っていた。月音らが入学する前年度、公安の存在を批判されたことで新聞部を廃部寸前に追いやって以来、月音らが入学してからも部の活動を妨害し、部下がやられたのを機に潰すことに乗り出す。その際、石神に月音が人間との密告を受け、地下室で掟に従い新聞部全員に極刑を下そうと追い詰めるも、最後は血を注入されバンパイア化した月音に倒される。
その後、己を鍛え直し五尾の妖狐として支部長の座を獲得し、第二部では第三支部長として登場する。本部に潜入した月音と瑠妃を特殊空間に転移させ優位に戦いを進めるが、バンパイア化した月音を前に五つの尾で編んだ炎帝闘衣を纏った形態へと変化。しかし力を解放した月音に一蹴され、敗走する。一連の戦いの後、霧亜と共に新たな御伽の国の一員として活動していく模様。
苗 西龍（ミャオ シャーロン）
第四支部長であり、苗一家の首領。

露蝶（ルーティエ）
第四支部副長であり、苗一家の一員。

雷禍（ライカ）
第五支部長。正体は雷獣。大きな体躯に長髪で、性格は豪快で傲慢。雷を操る強い力を持ち、電気が流れる場所ならば雷と化すことで雷速（秒速150km以上）で瞬間移動もできる。
本部に潜入した月音達を始末するために一番手として現れる。瑠妃が召喚した数百もの鴉を一瞬で消し去るが粉塵爆発をくらい、正体を現し瞬間移動を駆使した攻撃で襲い掛かる。しかし禁呪により能力値を上げた瑠妃に瞬間移動を捕らえられ、最大電力「絶雷（ゴースト・バップ）」で攻撃するが、空中に誘われ捕縛かつ絶縁状態にされたところで攻撃を食らい倒される。
幽鬼 骸煉（ユウキ ガイレン）
第六支部長。甲冑を纏っているが実体はなく、仮面の王＝藤咲雅が正体に関与してる模様。
芳芳との和解を成そうとした西龍の前に現れると、柱を融解し彼らを瓦礫の下敷きにする。後に芳芳に甲冑を壊されると、煙のように消える。
神谷 奏（かみや かなで）
第七支部長。正体はセイレーン。柔らかい物腰の長髪の美形だが、本性は残忍で正体を現すと禍々しい姿と化す。セイレーンは音曲の大妖、神に最も近い妖とも呼ばれ、その歌声には洗脳する力や、死の旋律となって命を奪う強い力がある。
第二部より約4年前に第七支部に派遣され、その際至る所で人を殺し、燦が世話になっている民宿の女将まりんの夫を殺した張本人。強い仲間を集め、いつの日かセイレーンの神話に倣い大都会で大勢の人を殺すのが夢だと語り、燦も仲間に引き入れるべく自ら民宿に出向いてくる。
歌声が燦に相殺されるとわかると「空間転送術・水鏡」で大量の半漁人を召喚し、歌声と駆使して燦達を追い詰める。しかし月音の一撃を食らい、正体を現し最大の殺戮音楽「悪魔を憐れむ歌（シンフォニー・フォー・ザ・デビル）」を歌おうとした瞬間、燦の強力な歌の効果により自滅する。
椿 六郎（つばき ろくろう）
第七支部のスカウトマン。正体は不明。役に立たなくなった者は携帯音楽プレーヤーに録音した神谷の歌声「葬送曲」を聞かせて始末する冷酷な性格。
燦の潜在能力を高く評価し、正体を探るためにヤクザを利用するなどの工作を謀る。黒幕の存在に気付き現れた銀影の実力を見抜き、仲間に引き入れようと画策するが、やられた振りをして燦を狙う元凶を倒すという銀影の策にはまり、第七支部まで連れて来てしまう失態を犯す。

## 中華妖怪組織
中国妖怪を取り仕切るマフィアで、中華妖怪組織と書いて「チャイニーズマフィア」と読む。黄一家と苗一家は中国での覇権をめぐり古くから対立している。

### 黄一家
東方不敗により創設された中華妖怪組織で、黄一家と書いて「ウォンファミリー」と読む。妖術の扱いに長けた一族であり、特に封印術と結界術を得意としている。
東方不敗（とうほうふはい）
黄一家の創始者にして三大冥王の一人。「世界最強の妖術士」と謳われ、史上最強の刃と云われる秘術「崩月次元刀」を編み出した人物であり、御子神に封印術を教えた張本人。芳芳にとっては曾曾祖父（ひいひいおじいちゃん）にあたる。
食欲旺盛な小柄な老人で、サングラスと長い白髪が特徴。年老いて若い娘にモテなくなってしまったことから二次元オタクになっている。最近はコスプレにはまっており、裏萌香にラムちゃんの格好をさせた。ただしこの老体の姿は残り少ない命を使い果たさないために極限まで妖力を抑えた仮の姿であり、妖力を解放すると性格こそそのままだが、長身で長い黒髪を持つ妖艶な本来の姿へと戻り、桁外れに凄まじい妖気を放つ。
館の中には香港の一角を投影した広大な鏡面世界のような特殊空間が存在し、次元刀の威力のみならず、気付かれぬうちに対策を講じるなど、未だその実力の一端は健在。また、三大冥王の中で最も感情的な男と呼ばれ、亞愛と対峙した際や、人体改造を施し月音が暴走した際には、容赦なく殺そうとうする一面を見せる。御伽の国本部に第二陣として潜入して交戦した後、最後はアルカードと融合した状態で復活したアカーシャの自己崩壊呪文に、御子神と共に力添えをする形で消滅する。
黄 飛鴻（ウォン フェイフォン）
黄一家の首領で、芳芳と鈴鈴の父。妻の恬恬と共に組織の最高戦力と呼ばれている。
ヤクザの親分という強面の顔で豪快な性格だが、実際は優しく、また妻の恬恬は対立組織・苗家の娘でありながらも、それを顧みず結婚したという情熱家でもある。妖術の腕前は超一流で、伝説の妖獣「炎龍」を召喚・使役し、触れた者を一瞬で消し炭にする。しかし体術はあまり得意でなく、顔には多数の傷跡がある。
亞愛の黄家強襲の際に妻・恬恬と共にやられてしまうが、アルカードとの戦いでは共にかけつけ尽力する様子が描かれている。
黄 恬恬（ウォン テンテン）
芳芳と鈴鈴の母。夫の飛鴻と共に組織の最高戦力と呼ばれている。
20代にしか見えないチャイナドレスを纏った美女で、一見優しそうだが実は好戦的な人物。武芸の達人であり、かつては苗家最強と呼ばれた拳士。
黄 芳芳（ウォン ファンファン）
中性的な顔立ちをした少年で、黄一家の首領（飛鴻）の嫡男。正体は夜叉。月音達より1学年後輩。
黄家と苗家の長い対立の果てに結ばれた両親の元に生まれたことから、自分の使命はこの抗争を終結させて平和を齎す（もたらす）ことだと考え、苗家が日本の御伽の国と手を組んだことを受け、御伽の国の実態を探るべく日本の陽海学園に入学して来る。
古銭刀と呪符を用いた召喚術を扱うが未熟ゆえにランダム召喚になってしまい、よく連れ添っている巨大なパンダもこの召喚によるもの。月音の強さに惚れ込み、仲間に加えようと勝負を挑んでくるがいつも失敗に終わる。いわゆるヘタレキャラであり、敵に包囲された際も失敗していつものパンダを召喚してしまう。
実は東方不敗ではなく母・恬恬の才を継いだ生粋の武闘家であり、御伽の国本部に潜入した際には西龍との戦いでその才を発揮し、鏡化（きょうか）という変幻自在の歩法を繰り出し、紫との連携で西龍を倒す。その後を描いた巻末四コマによれば、後に東方不敗の再来と称されるほどに才能を完全に開花させ、人と妖の共存に尽力するという。
黄 鈴鈴（ウォン リンリン）
黄一家参謀。芳芳の姉だがすでに病死しており、東方不敗の手により僵尸として蘇っている。
一人称は「儂」、語尾に「〜じゃ」「〜の」「〜であろう」と付けるなど、古風な口調で話す。また、何があっても二言目には「儂は既に死んでおるゆえの」と開き直る。半目が特徴的。体育祭で弟の芳芳の応援にかけつけ、共に月音をかけて勝負をし、その後月音達の一学年上に編入して来る。
東方不敗直系の弟子であり、秘術・「崩月次元刀」の簡易版を扱うことができる。勝つためには手段を選ばず、体育祭の時も予め体術に優れた僵尸達を編入させたり、また萌香を連れ去りにきた亞愛と交戦した際には、次元刀のみならずマシンガンや自爆技「妖術・炎獄陣」など、身を呈して戦いを繰り広げる。

### 苗一家
仮面の王により創設された中華妖怪組織で、苗一家と書いて「ミャオファミリー」と読む。御伽の国と協力関係にあり勢力を伸ばしている。
仮面の王（かめんのおう）
苗一家の創始者であり、後に日本に渡り御伽の国を創設した人物。

苗 西龍（ミャオ シャーロン）
苗一家の若き首領。御伽の国第四支部長でもある。シルクハットを被った三白眼の青年で、正体は夜叉。
約10年前、父が執り行なった黄家との停戦協定の場で芳芳と出会い、共に平和な未来を約束するが、7年後の総帥になった際に仮面の王に父の無残な姿と共に裏切りは許さないと脅され、停戦協定を破棄。再び黄家との抗争の道を歩む。
「花葬の西龍」と呼ばれ、花と銃や刃を融合させた食肉植物・銃刀花（ガンズ・アンド・ローゼス）や千刃弔花（せんじんちょうか）などを召喚し、御伽の国の支部長として本部に潜入した芳芳や紫と戦うが、武闘家として才を現した芳芳と召喚術を駆使した紫の連携により倒される（ただし本気は出していなかった）。その後、芳芳に事の真相を話した際に骸煉により瓦礫の下敷きとされるが、戦いの裏で黄家と同盟を結び、アルカード打倒に尽力する。
露蝶（ルーティエ）
西龍を慕い付き従う苗家の子。御伽の国第四支部副長でもあり、正体は夜叉。
見た目も喋り方も大人しそうで可愛らしい女の子だが、弱い者を痛めつけることで快感を得る危ない嗜好の持ち主。御伽の国本部にて潜入した月音達に背後から近づくが芳芳にバレてしまい、妖気や音を閉じ込める消音結界（サイレンサー）を展開しチェーンソーで芳芳を殺そうとする。しかし紫を助けようとした芳芳の攻撃を食らい倒される。その後、西龍が黄家と同盟を結び、共にアルカード打倒に尽力する。

## 三大冥王
アルカードを倒した三人の者達の総称。陽海学園の創設者でもある。
アカーシャ＝ブラッドリバー
三大冥王首領。アルカードとは別の真祖で、萌香の実母。

東方不敗（とうほうふはい）
黄一家の創始者。

御子神 典明（みこがみ てんめい）
陽海学園の理事長。

## その他
由地 豊（ゆじ ゆたか）
私立陽海学園付属病院に勤める医師。正体は不明。
麻子により操られてしまい萌香を襲撃するも、頭部を花瓶で強打され倒される。
サイ&ロップ
霧亜が萌香を試すために用意した巨人コンビ。正体はサイクロプス。
性格は粗暴で知性は低く、一つの目と尖った頭を持つ。萌香と胡夢により倒される。
リリス
学園祭のときに石神により響子を経て送り込まれたリリスの鏡の付喪神。
響子の学園の本性を知りたいという願いを受け、生徒達の変化を解き、その代償として魂を食べようとしたところを萌香に捕まる。その後、石神の指示で学園を大混乱に陥れるが、現在は理事長の元で鏡ごと保管され、学園のために働かされている。
アニメ版
石神が存在しないため心愛がリリスの鏡を盗みだし、学園に向かう途中で響子とぶつかり響子に渡る。
リリスの鏡
鏡を覗き込んだ妖の本性を暴く魔性の鏡。本性とは外見だけに限らず、真の力を発揮した際には心の奥底にある秘密や欲望までも暴き出す危険な代物のため、人間界のある場所で保管されていた
強盗団（ごうとうだん）
ボス
人間界で有名な強盗団のボス。正体はドッペルゲンガー。女性恐怖症で、すぐ鼻血を出す。
その気になれば顔・体格・性別や特殊能力まで全てをコピーすることができる能力を持ち、また本来戦闘に不向きな種族であることからあらゆる格闘技を体得しており、コピーした器の潜在能力を十二分に発揮することができる。
人間界で現金輸送車を襲撃後、陽海学園に逃げ込み生徒を襲って地下牢に立て籠る。月音や胡夢、果ては裏萌香に化けて襲い掛かるが、月音に萌香のロザリオで力を封じられると胡夢やみぞれの攻撃を受け、最後は裏萌香本人に倒され逮捕・拘束される。アルカードとの戦いでは牛男と学園側として戦っているのが一コマだけ出てくる。
くもっち
強盗団のメンバーであり、ナイフで肉を切ることに快感を覚える危険な嗜好の人物。正体は土蜘蛛。4本の腕で相手の両手足を封じ、残りの2本の腕で攻撃する。月音と萌香に襲いかかるが、バンパイア化し半ば暴走気味の月音により倒される。
牛男（うしおとこ）
強盗団のメンバーであり、牛のような頭を持つ男。胡夢とみぞれのコンビにより倒される。
雪の巫女（ゆきのみこ）
100年以上生きていると云われる雪女の里の長。神の声を聞けるとされる預言者。
かつて預言により雪女の里を築き、また雪女の生殖期間が10代中頃から20代中頃と短いこともあり、種の存続のために雪女は17歳で成人とし、成人した者は預言により決められた者と見合いの上結婚せねばならないという掟を作った人物。里を侵略しようとする御伽の国に対し、同盟を組むことだけが血を流さずに済む唯一の方法であるという預言を下すが、月音達がその預言を越え御伽の国から里を守ったことで、それ以降は掟や預言で里の者を縛る必要はないとその考えを改める。
ジャックフロスト
巫女の「予知能力」が霊体として具現化した存在で、この者がいつも巫女に未来を教えていた。月音達から世界を動かすほどの大きな運命を感じるらしい。
川本 まりん（かわもと まりん）
人間界で燦が働いている民宿の女将。卒業後行き倒れになっていた燦を拾い、従業員として雇っている。
過去に夫を妖（神谷）に喰い殺されたため、妖に対し憎しみを持っており、酒や借金を作るなど半ば自暴自棄になっていた。燦が妖であると知ると一度は困惑するも、人と妖の共存を願う月音達と、傷を負ってまで自分を庇ってくれた燦の姿を見て、再び燦と共に歩むことを決意する。
集英興業（しゅうえいこうぎょう）
御伽の国第七支部のスカウトマンである椿により、燦の拉致を依頼された極道の事務所。
燦には不思議な力がり、その力を手にした者は金も人も思いのままに操ることができると吹き込まれ、燦と共に萌香を拉致しその力を見ようとする。しかし御伽の国の目的はそうして燦の正体を知ることであり、萌香を救いに来た月音によりあえなく全員倒される。
高橋（たかはし）
まりんが経営する民宿の従業員。
賭博の借金の肩代わりを条件に、集英興業の頼みに応じて燦の拉致を家出に見せかける偽装工作をする。椿に宿を燃やすよう命令されるが、宿の全財産を持って逃げ、その後椿が録音した神谷の歌により目や口から血を流し倒れる（その後の生死不明）。なお、宿の全財産は黒幕の存在に気付き後をつけてきた銀影により無事取り戻されている。
茉莉香（ジャスミン）
かつて、亞愛が中国の人間の町で一緒に暮らしていた幼いバンパイアの少女。裏萌香に似ているとされる。
亞愛とは血の繋がりこそないものの姉妹のように仲がよく、また人も妖も関係なく大切にしていきたいという考えを持っていた。
ある人間の男を好きになるが、彼が亞愛により怪我を負わされたことで正体がバレてしまい、逃げようと言う亞愛を振り切り一人町に戻ったことで、拷問の末に串刺しにされ殺されてしまう。

### 読切版
生徒会長
月音や萌香が通う高校の生徒会長を務める男子生徒。
表向きは端正な顔立ちの美形だが、父が学園理事長であるのをいいことに父の権力を乱用して学園内で傍若無人に振る舞い、学園一の美少女である萌香に交際を迫っているが、彼女からは避けられている。
萌香と急接近した月音を目の敵にし、父の権力を使って日熊を用心棒として雇い、月音を徹底的に痛め付けるが、バンパイアとして覚醒した萌香に倒され、精気を吸われて急激に老化した。その後、老化した状態から戻る様子もなく、以前のような悪行三昧は出来なくなった。
日熊（ひぐま）
月音や萌香が通う高校の国語教師。38歳独身。
剣道七段の腕前で、常に竹刀を持ち歩いている。趣味はボディビル。
筋骨粒々だが極めて暴力的で、不敵な笑みを浮かべながら生徒に容赦なく体罰を仕掛けてくるため、「“スマイル”日熊（ヒグマ）」の異名で恐れられている。
理事長の権力を悪用した生徒会長の策略で彼の用心棒として雇われ、月音に容赦なく攻撃を仕掛けるが、バンパイアとして覚醒した萌香に一撃で倒された。その後、松葉杖をついて負傷した状態で学校に来ていたが、萌香にやられたショックからか、すっかり大人しくなった。

## アニメオリジナル
笠原 浩蔵（かさはら こうぞう）
声 - 鳥海浩輔
アニメ第1期第4話から登場。萌香の私設ファンクラブ会長。正体は唐傘お化け。語尾に「〜カサ」とつける。
萌香と仲のいい月音に嫉妬し、平や長井と共に月音に嫌がらせをするが、裏萌香によりまとめて倒される。その後はバンパイアファンクラブを設立。仲間2人と共にダサくてモテないことを非常に気にしているが、人間態は割とイケメン。仲間2人と合体することで、ダイダラボッチに変身する。
本名は仲間2人共々、第7話冒頭の新聞記事で判明する。仲間2人と共に第2期のエピソードエンディングにも登場。
ちなみに彼らのみ公安委員会への上納金支払いを義務付けられていなかった。第1期12話ではみぞれにストーカーされて公安の情報を月音たちにうっかり喋ってしまい、九曜達にリンチされる。
平 坊三郎（たいら ぼうざぶろう）
声 - 小野塚貴志
アニメ第1期第4話から登場。胡夢の私設ファンクラブ会長。正体はのっぺら坊。語尾に「〜ペラ」と付ける。
太った気持ち悪い男。笠原や長井と共に月音に嫌がらせを行うが、2人と共に裏萌香に倒される。
長井 首作（ながい くびさく）
声 - 鈴木千尋
アニメ第1期第4話から登場。紫の私設ファンクラブ会長。正体はろくろっ首。語尾に「〜クビ」と付ける。
眼鏡をかけた男。笠原や長井と共に月音に嫌がらせを行うが、2人と共に裏萌香に倒される。
3人の中では唯一第2期にも登場しており、裏萌香に惚れたはずが筋金入りのロリコンな為、ナイスバディに成長した紫に落胆していた。
鬼山 とん子（おにやま とんこ）
声 - 矢作紗友里
アニメ第1期より登場。元文芸部。黒髪のロングスレートヘアが特徴。正体はオニヤンマの妖。
かつて蝶野や水野と同様に公安委員会に逆らっていたが、蛍糸の蜘蛛の毒を注入され蛍糸の忠実な僕となった。そして蛍糸を始め超新聞部を結成し、萌香ら新聞部の人気を落とそうとするが、萌香や胡夢に倒される。その後、第2期の第5話登場時にはモブとして再登場し、萌香達に対抗心を持ち続け、ライバルとして何かと物言いをしている。その後でしでし子を初め、光太郎の親衛隊を結成する。三人組の内ではリーダー的存在。
蝶野 しじみ（ちょうの しじみ）
声 - 真堂圭
アニメ第1期より登場。元茶道部。茶髪のセミロングヘアが特徴。正体はシジミチョウの妖。
鬼山や水野と行動を共にし、彼女らと同様公安の蛍糸により僕にされ、超新聞部を結成し、萌香ら新聞部の人気を落とそうとするも、萌香や胡夢に倒される。
水野 すまえ（みずの すまえ）
声 - 阿澄佳奈
アニメ第1期より登場。元やおい系漫画倶楽部。眼鏡が特徴。正体はミズスマシの妖。
鬼山や蝶野と行動を共にし、彼女らと同様公安の蛍糸により僕にされ、超新聞部を結成し、萌香ら新聞部の人気を落とそうとするも、萌香や胡夢に倒される。
小宮 権蔵（こみや ごんぞう）
声 - 酒巻光宏
アニメ第2期第3話で登場。砕蔵の父で、授業参観に妻（声 - くじら）と共に訪れる。
学園の卒業生で、現在の姿はハゲだ太ったおじさんだが、昔はかなりのイケメンで、つららやアゲハに言い寄られていた。
亜婦皿（あぷさら）
声 - 氷上恭子
アニメ第2期第5話のみ登場。担当科目は家庭科。正体はアプサラス。
元がインドの精霊ゆえ、カレーに対して異常なまでのこだわりを持っており、心愛にカレーを侮辱されたことで、自分の作ったカレーの素晴らしさを教えるために学園の水道にカレーを仕込み学園中の生徒達に食べさせ、みぞれ以外のほぼ全員の生徒を洗脳させる事件を起こした（この1件で裏萌香まで洗脳される始末となった）。彼女のカレーを食べて洗脳された相手は肌が黄色くなりひたすらカレーを貪り続けるようになってしまう。最後は裏萌香に倒された。
土佐の天狗（とさのてんぐ）
声 - 堀内賢雄
アニメ第2期第6話のみ登場。馬獣（ばけもの）工業四天王（総長）のリーダー。
日本全国制覇を成し遂げるため陽海学園が目障りだったために青野月音をさらったが、四人とも赤夜萌香達の敵ではなかった（裏萌香が登場するほどでもなくザコ以下に弱い）。必殺技「土佐の荒波一本釣り」で萌香のスカートを引き千切ったが、萌香が隠し持っていたヨーヨーを投げ天狗面を割ったことで敗北を認めた。対戦時にスケバン刑事のネタや主題歌・白い炎（歌 - 斎藤千和）が使われた。
讃岐の不知火（さぬきのしらぬい）
声 - 堀江一眞
アニメ第2期第6話のみ登場。火の妖怪。馬獣工業四天王（副総長）の一人。痩身の男。
炎の必殺技「讃岐うどん煮封じ」で白雪みぞれと対戦するが、炎事氷付けにされ敗れる。
伊予の座敷童（いよのざしきわらし）
声 - 興津和幸
アニメ第2期第6話のみ登場。馬獣工業四天王（親衛隊長）の一人。少年の姿をしている。
必殺技「枕落とし」で仙童紫と対戦するが、マジカル攻撃のタライ落としで敗れる。
阿波の海坊主（あわのうみぼうず）
声 - 金光宣明
アニメ第2期第6話のみ登場。馬獣工業四天王（特攻隊長）の一人。巨漢の男。
怪力の必殺技「阿波踊り崩し」で黒乃胡夢と対戦するが、顔面膝落しをくらい敗れる。
みぞれの父（みぞれのちち）
声 - 三宅健太
みぞれの父親。アニメ第2期第9話より登場。雪男のような着ぐるみを着ているが、その下はかなりの美形。遭難した月音と心愛を探しに来たが、その見た目から怪物に見間違えられた。みぞれからは「父」と呼ばれている。第12話で、再登場。素顔を出しているときは一言もしゃべっていない。
萌香の父（モカのちち）
声 - 森功至
アニメ第2期最終回で登場。原作とは異なりアニメオリジナルとなる萌香と心愛の父親。本名は不明。
裏萌香と同じく銀髪で前髪を弄る癖がある。S級を超えた大妖かつ大結界を司る3人の内の1人とされ、その力は月音をあっという間に吹っ飛ばすほど（ただしこのときは本気ではなく本気になれば一撃で月音を殺せるらしい）。しかしクールな口調ながら親バカな面があり娘に甘い。その一方で今回の騒動の発端である心愛にお尻ペンペンでお仕置きするなどそれなりにしつけも厳しい。プライドがあるらしく1度でも入られた城はすぐに崩壊させる豪快な面もある。

## ゲームオリジナル
夕凪 琴織（ゆうなぎ ことり）
声 - 遠藤綾
ゲーム『七夕のミス陽海学園』に登場。物腰の柔らかい2年の女生徒。正体は不明。原作にも、第2部第7話でカメオ登場している。
天路 夏彦（あまじ なつひこ）
声 - 川野剛稔
ゲーム『七夕のミス陽海学園』に登場。中性的な外見をした美形の1年生。正体は不明。原作にも、第2部第7話で琴織と共にカメオ登場している。
音無 蘭・凛・蓮（おとなし らん・りん・れん）
声 - 高本めぐみ
ゲーム『恋と夢の狂想曲』に登場。月音達の一学年下で、三つ子の姉妹。正体はセイレーン。